# Post-, Telefon- und Telegrafenbetriebe
Die schweizerischen PTT (Post-, Telefon- und Telegrafenbetriebe) waren zwischen 1852 und 1. Januar 1998 die staatliche Behörde für den Post-, Telefon-, Telegraf- und Telefaxbetrieb in der Schweiz und Liechtenstein. Der Vorläufer der PTT war die schweizerische Post, die bereits 1847 während des Sonderbundskriegs gegründet wurde. Mit dem Inkrafttreten der Verfassung der Schweizerischen Eidgenossenschaft im Jahr 1848 wurde die Post unter staatliche Aufsicht gestellt und in die Eidgenössische Post umgewandelt. Gegen Mitte der 1880er-Jahre wandte sich die Eidgenössische Post dem Aufbau eines Telefonnetzes unter Alexander Graham Bells System zu. In den 1920er-Jahren wurden Unternehmungen unternommen, um die damaligen Post- und Telegrafen-Direktionen zu vereinen. Diese gelangen 1928 mit der Gründung der PTT.
Im Zweiten wie auch im Ersten Weltkrieg waren die PTT bzw. die schweizerische Post intensiv damit beschäftigt, Interniertenpost zuzustellen. Im Laufe der europäischen Liberalisierung des Fernmeldewesens wurden die PTT per 1. Januar 1998 aufgelöst und ihre Aufgaben der Schweizerischen Post und der Swisscom übertragen.

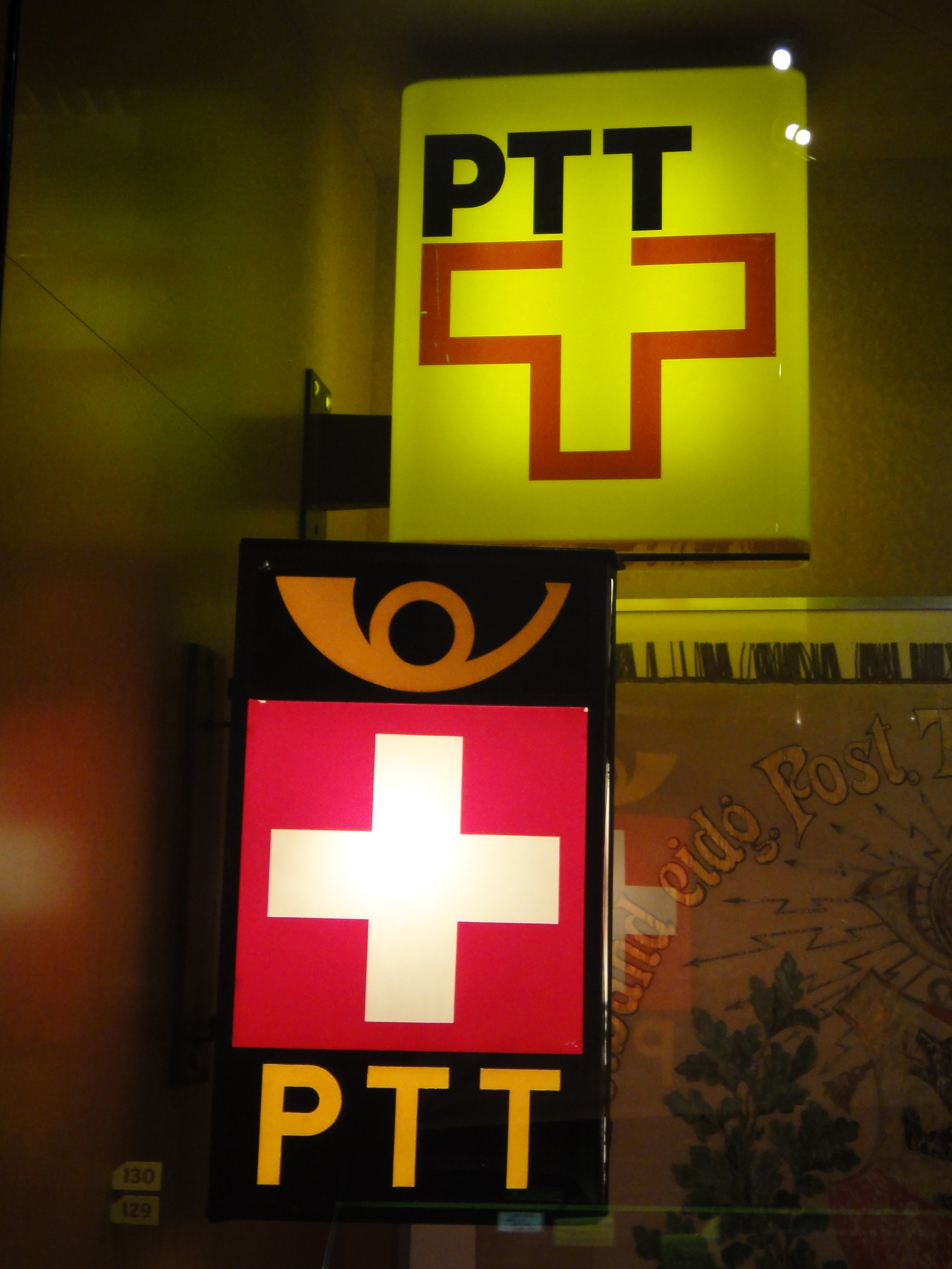
PTT-Signete von 1938 (unten) und 1988 (oben)

## Geschichte

### Postwesen in der Helvetischen Republik
1798 brach die Alte Eidgenossenschaft unter dem militärischen und politischen Druck Frankreichs zusammen. Die Helvetische Republik ersetzte ab 12. April 1798 als Zentralstaat das lose Gebilde der 13 Kantone mit ihren zugewandten Orten. Der merkantilistischen Logik gehorchend, sollte das Postwesen nur noch vom Zentralstaat kontrolliert werden. Einen ersten Anlauf zur Zentralisierung der kantonalen Postunternehmen machte nicht etwa der Grosse Rat (heute: Nationalrat), sondern das Direktorium in Aarau (Regierung, heute: Bundesrat in Bern) mit dem Postdienst-Kleiderreglement vom 5. Mai 1798. Die juristische Grundlage, das Postregal, erhielt erst ab 1. September 1798 durch den Grossen Rat und den Senat (heute: Ständerat) Gesetzeskraft. Organisatorisch nahm die Helvetische Post mit dem Gesetz über die Einrichtung einer «Regiepostverwaltung» und Festlegung einheitlicher Posttaxen ab 16. November 1798 Form an. Problematisch erwies sich die örtliche Festlegung der postalischen Zentralverwaltung. Denn 1798 war kein fester Regierungssitz der Republik beschlossen. Im Turnus sollte die Hauptstadt zwischen Aarau, Luzern, Basel, Zürich und Bern wechseln.

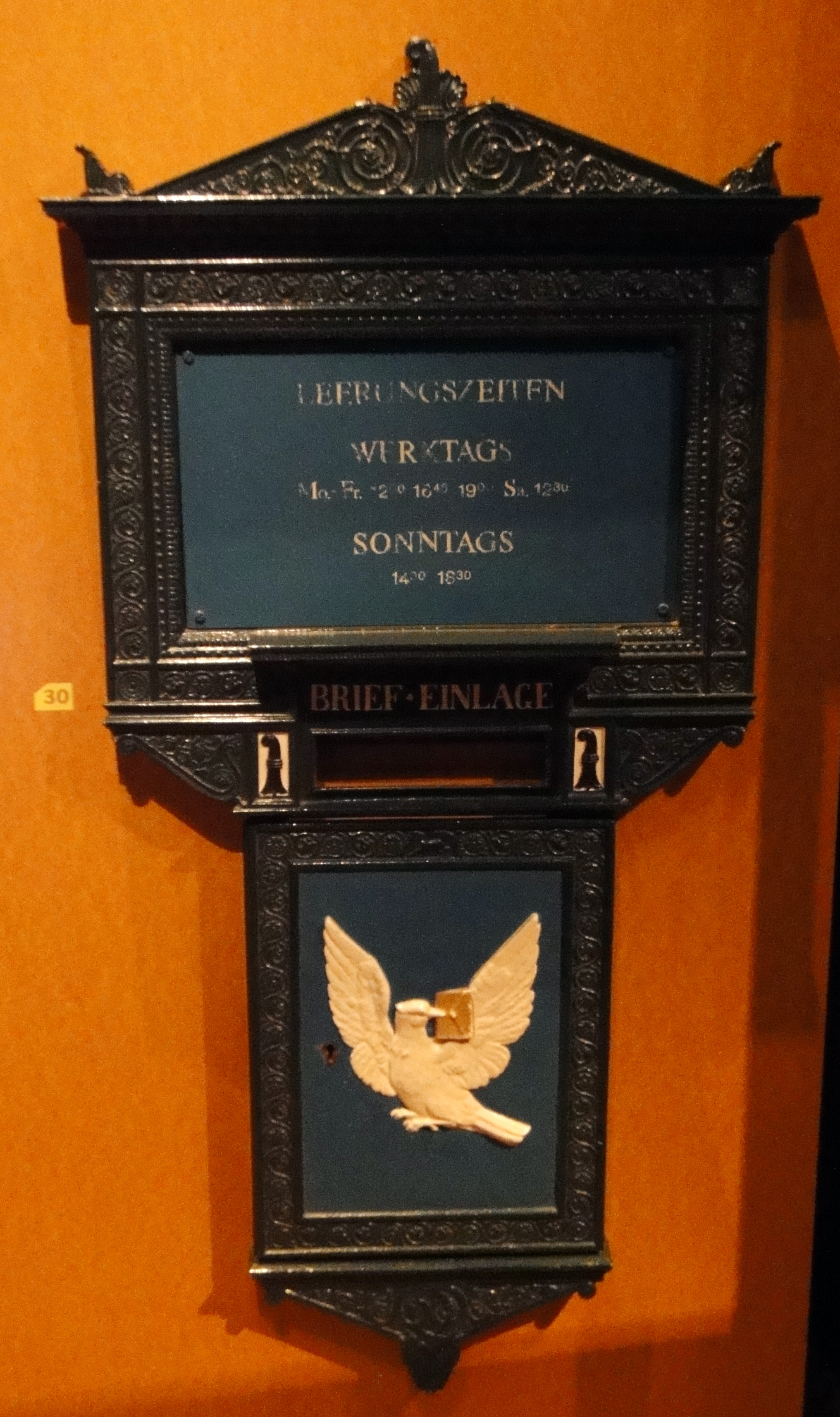
Briefkasten der Basler Kantonalpost, um 1845 (Museum für Kommunikation, Bern)

Die Zentralisierung der Post sah die Schaffung von fünf Postkreisen vor. Der erste Postkreis war Basel. Der zweite Postkreis Zürich umfasste die Regionen Zürich, Baden, Aargau, Graubünden, Glarus, Waldstätten, Bellinzona und Lugano. St. Gallen mit den Kantonen Säntis und Linth war der dritte Postkreis. Auf den vierten Postkreis Schaffhausen, den selbigen Kanton umfassend, folgte der fünfte Postkreis Bern mit den Gebieten Bern, Oberland, Léman, Freiburg, Solothurn und Wallis. Der Kanton Wallis war allerdings ab 1802 durch die Abtrennung von der Helvetischen Republik kurzzeitig eine eigene Republik.
Infolge innerer Unruhen durch föderalistisch gesinnte Aufständische («Stecklikrieg») im Sommer 1802 war der Helvetischen Republik nur eine kurze Dauer beschert. General und Erster Konsul Bonaparte – ab 1804 Kaiser Napoleon – intervenierte 1802 und liess durch die Mediationsakte die kantonale Souveränität wiederherstellen. Während der Mediationszeit (1803–1815) wandelte sich der Zentralstaat zum losen Staatenbund von 19 Kantonen (ohne Genf, Wallis, Neuenburg, Bistum Basel und Biel). Die Zentralgewalt beschränkte sich auf ein Minimum, und ein Landammann der Schweiz ersetzte das Direktorium der Helvetischen Republik. Die Vertreter der Kantone beschlossen an der wieder eingeführten Tagsatzung in Freiburg 1803 als direkte Folge die Auflösung der Zentralpostverwaltung per 10. September 1803.
Der Bundesvertrag vom 7. August 1815 ersetzte die Mediationsakte von 1803, jedoch blieb die wiedererlangte kantonale Postsouveränität bis zur Gründung des Bundesstaates erhalten.

### Vom Staatenbund zum Bundesstaat

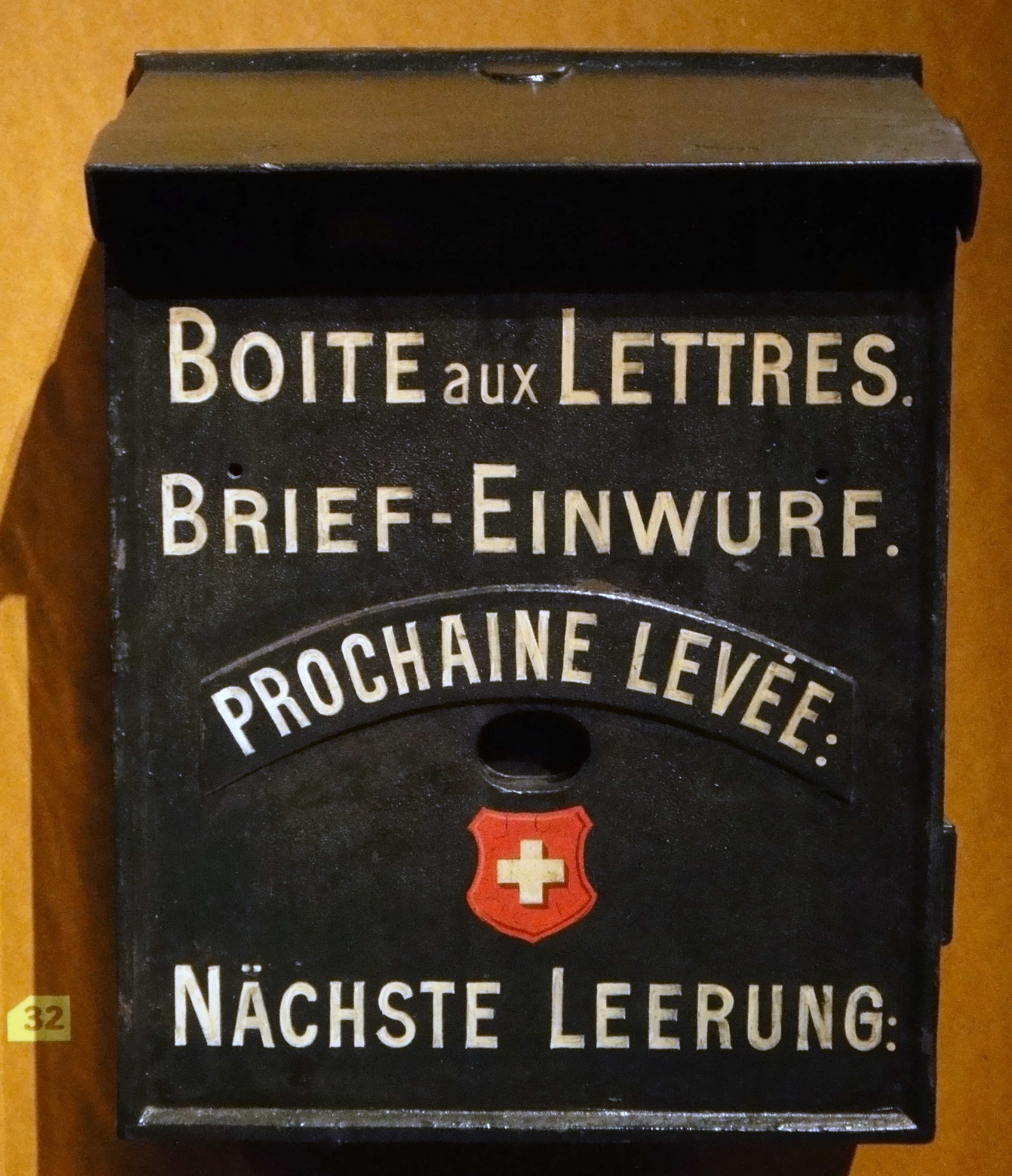
Postbriefkasten, 1880 (Museum für Kommunikation, Bern)

Die schweizerische Post entstand nach dem Sonderbundskrieg (1847) im Zuge der Gründung des Schweizer Bundesstaates von 1848, dessen Verfassung am 12. September 1848 in Kraft trat. Die vormals 17 kantonalen Postverwaltungen und eine Zentrale sollten gemäss Bundesbeschluss der eidgenössischen Räte vom 28. November 1848 unter dem Dach des Post- und Baudepartementes (heute: UVEK) unter Aufsicht des Schweizer Bundesrates vereinigt werden. Mit den Gesetzen über das Postregal und die Postorganisation vom 4. Juni 1849 nahm die Eidgenössische Post Konturen an. Die Übernahme durch den Bund war für den 1. Januar 1849 festgesetzt, erfolgte allerdings erst am 1. Oktober 1849 mit dem Inkrafttreten des einheitlichen Tarifgesetzes. Der Basler Benedikt La Roche Stehelin bekleidete das Amt des Generaldirektors der Eidgenössischen Post. Die politische Oberaufsicht lag beim St. Galler Bundesrat Wilhelm Matthias Naeff. Aus den 18 eidgenössischen Postkreisen entstanden damals deren elf. Diese Einteilung hatte bis 1911 Bestand und wurde nur geringfügig durch den Wechsel des Kantons Zug vom Postkreis Zürich in den Postkreis Luzern geändert. Die Kreispostdirektionen ersetzten die Kantonalpostdirektionen. Der Gesamtpersonalbestand betrug ein Jahr nach dem Aufbau der Organisation 2803 Personen.
Mit der ersten Totalrevision der Bundesverfassung vom 29. Mai 1874 befreite die Bundesversammlung den Bund von der Pflicht der finanziellen Postregalentschädigung an die Kantone. Zudem erhielt der Art. 36 in der Verfassung eine Ergänzung bezüglich des Telegrafenwesens. Fortan war nicht nur das Post-, sondern auch das Telegrafenwesen auf dem Gebiet der Eidgenossenschaft reine Bundessache. Der Ertrag der «Post und Telegraphenverwaltung» floss in die eidgenössische Staatskasse.
Die Gründung des Weltpostvereins mit der Schweiz als Gründungsmitglied fiel ebenfalls ins Jahr 1874.

### Aufbau loser Telefonnetze
Pionier auf dem Gebiet der Telefonie war das Deutsche Reich. Die schweizerische Telegraphendirektion, das Reich zum Vorbild nehmend, bestellte 1877 erste Telefongeräte der Firma Siemens & Halske. Im Dezember 1877 erfolgten Versuchsbetriebe zwischen Bern, Thun und Interlaken sowie in Bellinzona. Private Konzessionen erteilte die Telegrafendirektion trotz Anfrage noch nicht, erlaubte aber im Gegenzug dem kantonalen Innendepartement des Kantons Waadt die telefonische Anbindung der psychiatrischen Klinik in Cery. Der schweizerische Bundesrat unterstellte 1878 das Telefonwesen dem Telegrafenmonopol. Dieser staatsmonopolistische Anspruch der Telegrafendirektion war nicht unumstritten. So richtete der Telefonunternehmer Wilhelm Ehrenberg eine Beschwerde an die schweizerische Bundesversammlung. Die eidgenössischen Räte hielten dennoch am erweiterten Postregal fest.

Wechsel des Postpersonals für die Weiterfahrt nach Splügen bzw. Chiavenna, 1914–1918 (Foto: Walter Mittelholzer)

Für den Netzaufbau war anfänglich die International Bell Telephone Company im Gespräch. Wilhelm Ehrenberg wiederum stellte für die Firma Kuhn & Ehrenberg ein Gesuch auf Bau einer zentralen Telefonstation in Zürich, die mit der Telefonübertragung des eidgenössischen Sängerfestes in Zürich über eine Leitung nach Basel von sich reden machte. Die «Central-Telephon-Station in Zürich» ging am 2. Oktober 1880 offiziell in Betrieb. Die private Zürcher Telefongesellschaft blieb aber Episode. 1886 übernahm der Bund das Zürcher Netz. In den anderen Schweizer Städten zeichnete die Telegrafendirektion selbst für den Aufbau des Telefonnetzes verantwortlich. Das Post- und Eisenbahndepartement von Bundesrat Simeon Bavier erteilte 1880 dazu die Bewilligung. Entscheidend für den Aufbau war die Zahl der Abonnenten. «Während sich in Basel die Telegrafendirektion selbst auf die Suche nach Teilnehmern machte», halfen in den anderen Städten die privatwirtschaftlichen Gewerbe-, Industrie- oder Bankiervereinigungen im eigenen Interesse bei der Suche nach Abonnenten. So entstanden zuerst in den Städten, dann in grösseren Gemeinden lose Telefonnetze, die erst nach und nach miteinander verbunden wurden.

Verladen der Postsäcke vor dem Feldpostbureau in Delsberg, 1914–18

### Erster Weltkrieg
Der Schweizer Postverkehr mit dem Ausland wurde durch den Kriegsausbruch im Jahr 1914 stark eingeschränkt. Insbesondere die Zustellungen nach Übersee konnten nicht garantiert werden, da die Sendungen mehrere Male dem U-Boot-Krieg zum Opfer fielen. Mit dem Kriegseintritt Italiens 1915 spitzte sich die Situation weiter zu. Die neutrale Schweiz übernahm während des Ersten Weltkriegs die Zustellung der Interniertenpost. Der dabei entstandene finanzielle Mehraufwand wurde der Schweiz nach dem Kriegsende 1918 von einigen Staaten teilweise zurückerstattet.

Abhörprotokoll eines Telefonats zwischen Robert Grimm und Ernst Nobs vom 8. November 1918

Brisanterweise wurden am 8. November 1918, im Vorfeld des Landesstreiks, Telefongespräche zwischen Robert Grimm und Ernst Nobs und Rosa Bloch (siehe Quelle) abgehört. Durch die Telegramm- und Telefonzensur versuchten die PTT die Verbindung zwischen den lokalen Streikkomitees und der Generalstreikleitung zu unterbrechen. Das Tessin beispielsweise blieb während des Streiks kommunikativ isoliert. Im März 1919 fand dann der Landesstreikprozess gegen 21 Mitglieder der Streikleitung statt.

### Zwischenkriegszeit und Gründung der PTT

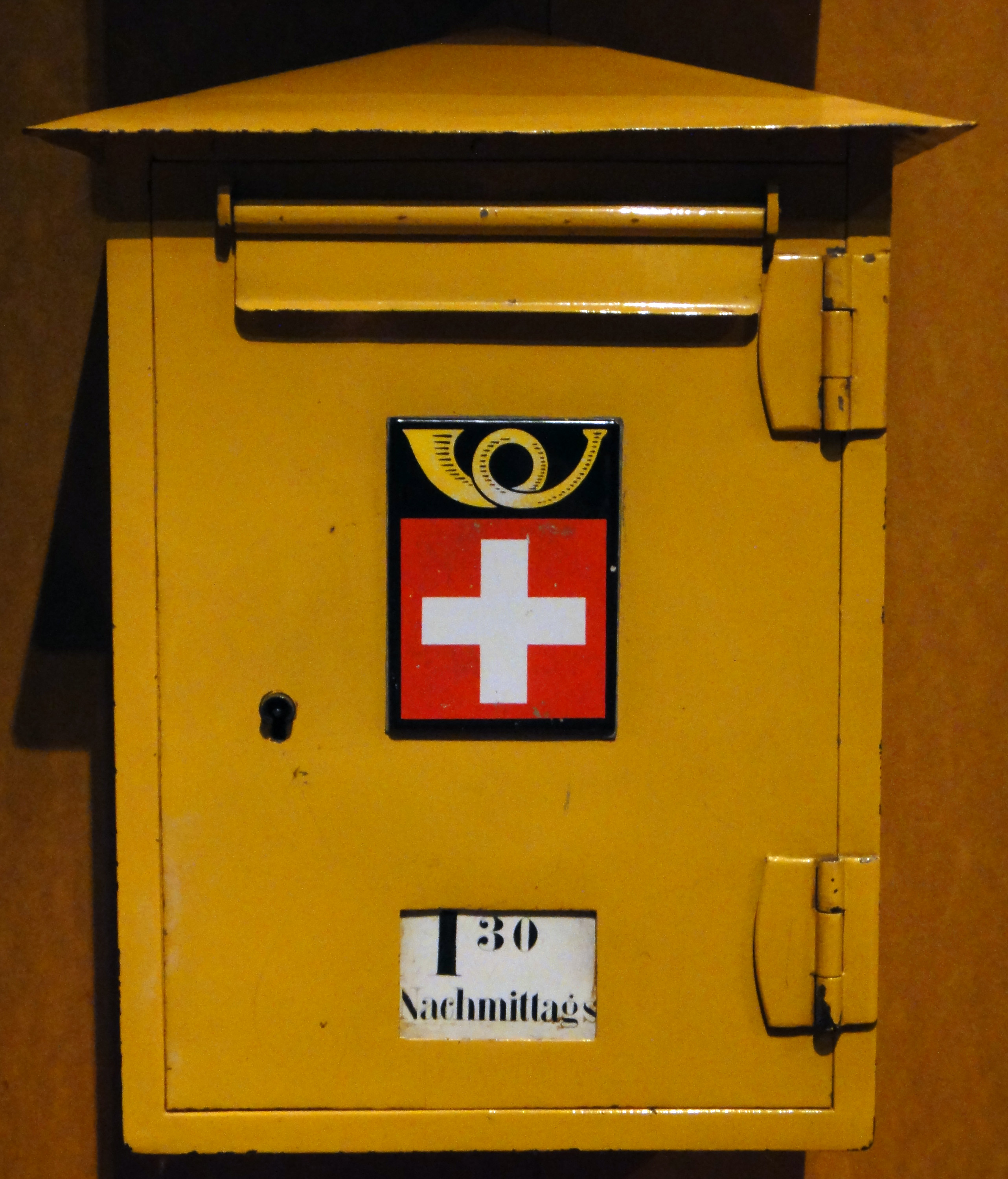
Postbriefkasten, 1920 (Museum für Kommunikation, Bern)

Die Zwischenkriegszeit brachte grosse Herausforderungen für die Schweizer Post mit sich. Die Weltwirtschaftskrise zu Beginn der 1930er-Jahre führte zu einem Rückgang des Postverkehrs, worauf die Generaldirektion Rationalisierungsmassnahmen vornahm, die unter anderem auch eine Personalkürzung mit sich zogen. Ab 1920 wurden die ersten Schritte eingeleitet, um das Postwesen mit dem Telefon- und Telegrafenwesen organisatorisch zusammenzufassen. Im Jahre 1928 wurde Reinhold Furrer zum ersten Generaldirektor der neu gegründeten Schweizerischen Post-, Telefon- und Telegrafenbetriebe (PTT) ernannt.
1939 wurde von der Generaldirektion der PTT beschlossen, das Postgelb für alle Zwecke zu verwenden. Die Farbe war zwar bereits schon 1849 eingeführt worden, jedoch wurden die Briefkästen lange dunkelgrün und die Posthausschilder rot-weiss bemalt.

### Zweiter Weltkrieg
Der Kriegsausbruch in Europa in den ersten Septembertagen 1939 hatte auch für die schweizerische Post, die europaweit vernetzt war, einschneidende Konsequenzen auf ganz unterschiedlichen Ebenen. Zuerst einmal bedeutete der Krieg für die PTT einen Rückgang der zivilen Briefpostbeförderung im In- und Ausland. Die Statistiken weisen jedoch auf längerfristige Tendenzen hin. So nahmen die Brief- und Paketpost sowie der Zeitungsverkehr nach Deutschland, aber auch in die anderen Nachbarländer schon in den 1930er-Jahren langsam ab. Die Machtübernahme der Nationalsozialisten in Deutschland hatte insbesondere einen hemmenden Einfluss auf den Zeitungsverkehr, der verstärkt einer Zensur unterlag. Beim Rückgang der Briefpost ist anzunehmen, dass die Konkurrenz des aufkommenden Telegramms die Briefpost teilweise verdrängte. Im Gegensatz zu den rückläufigen Tendenzen der regulären Post wuchs zahlenmässig der Bereich der Feldpost enorm. Neu hinzu kamen im Zweiten Weltkrieg die Abfertigung der Interniertenpost sowie die Kriegsgefangenenpost.

Personalbestand der Verwaltung der PTT, 1939–1945

PTT-Gesamtbestand zwischen 1939 und 1945

Der Personalbestand in der Verwaltung stieg in den Kriegsjahren kontinuierlich an (siehe Diagramm). Der Frauenanteil lag in diesem Zeitraum bei einem Mittel von 26,2 %, wobei er zu Kriegsende von 30,8 % (1944) auf 27,9 % (1945) sank. Der Gesamtpersonalbestand der PTT verkleinerte sich einzig zwischen den Jahren 1939 und 1941 von 21'809 über 21'252 auf 21'216 Personen. Ende 1945 beschäftigten die PTT 23'171 Personen gegenüber 21'809 im Jahr 1939. Auf die gesamte Belegschaft gerechnet, kamen in diesen Jahren auf 100 Mitarbeiter durchschnittlich 18 Frauen (17,7 %). Weibliche Mitarbeiter setzte die schweizerische Post mehrheitlich als nicht beamtete Telefonistinnen ein.

#### Postverkehr mit Deutschland
Der Postverkehr mit Deutschland blieb im Zweiten Weltkrieg weitestgehend unberührt. Für Diskussionen sorgte jedoch die Tatsache, dass sich deutsche Postbeamte weiterhin bis in die Stadt Basel hinein frei bewegen durften. 1939 hatten die PTT beschlossen, die deutschen Reichspostwagen weiterhin bis zur Poststelle Basel 17 Transit, die sich im Bahnhof SBB befand, fahren zu lassen: einerseits aufgrund der effizienteren Handhabung, andererseits aufgrund der Landessicherheit. Die PTT befürchteten eine Änderung der Praktik und damit eine Postauswechslung an der Grenze, was einen Mehraufwand sowie eine Verkehrsbehinderung bedeutete. Ausserdem wollte man aus Gründen der Landessicherheit die deutsche Seite nicht vor den Kopf stossen.
Der Krieg führte zu verlängerten Sende- und Lieferzeiten. Es kam aufgrund der deutschen und französischen Zensurbehörden auch beim schweizerischen Postverkehr zu Verspätungen. Der Krieg hatte somit einen grossen Einfluss auf den Postverkehr der Schweiz mit dem Ausland.

#### Kriegsgefangenenpost

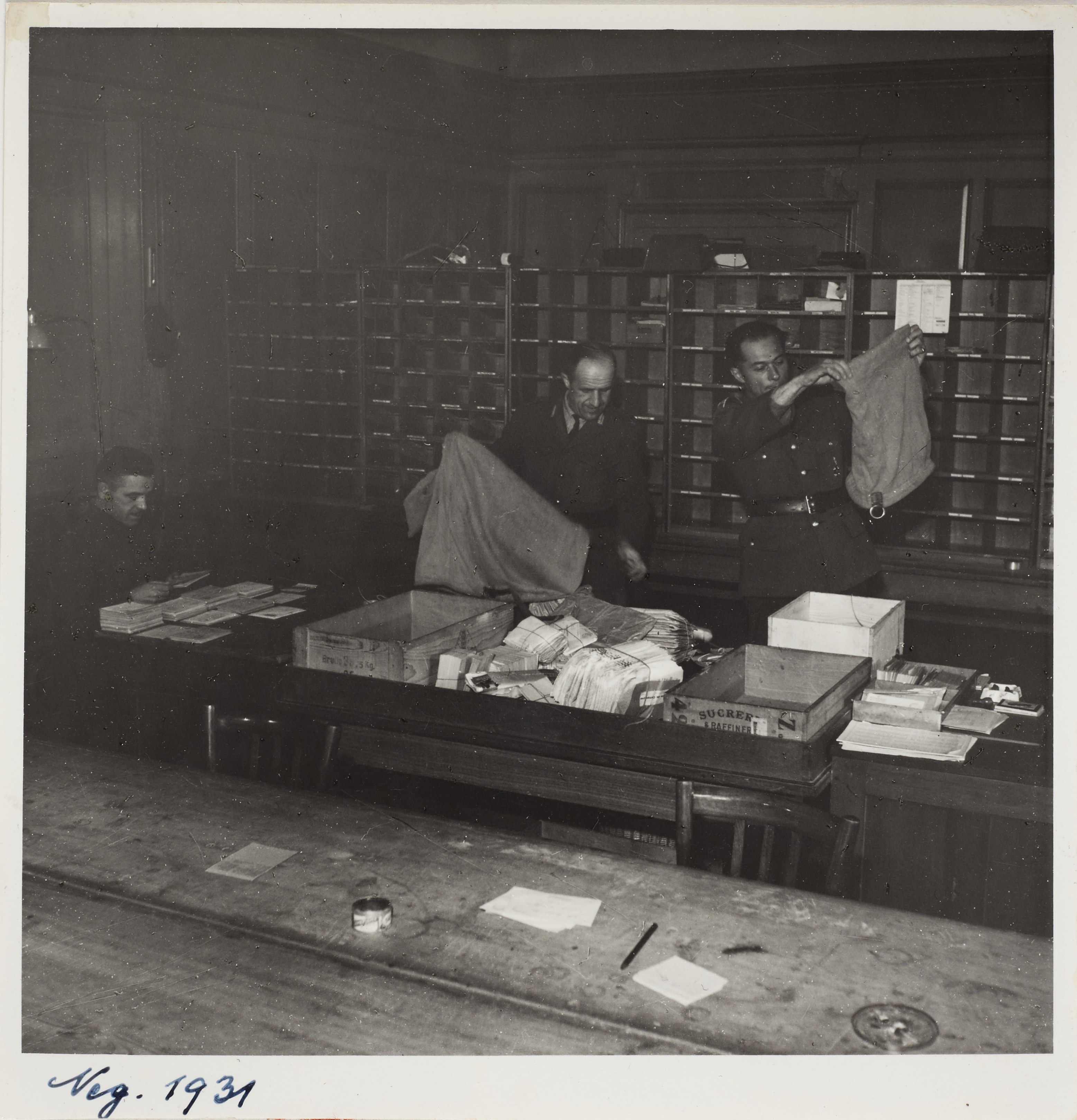
Interniertenpost, wahrscheinlich Büren an der Aare, Kanton Bern

Vollgeladener deutscher Eisenbahnwagen, Erster Weltkrieg

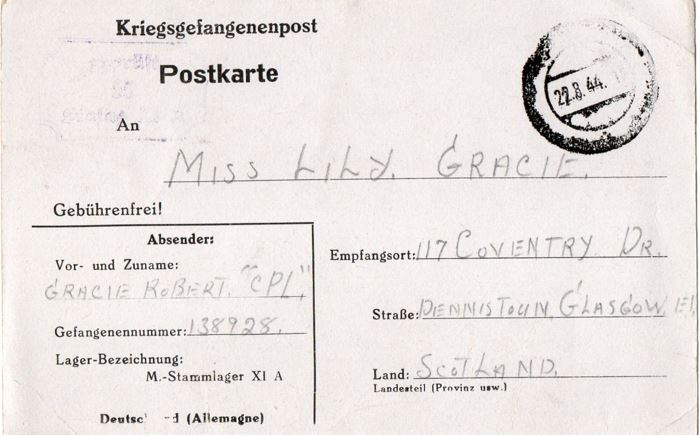
Postkarte von einem schottischen Kriegsgefangenen in Stalag XI A an die Familie in Glasgow, August 1944. Die Karte ist ein Vordruck für Kriegsgefangenenpost mit der Lagernummer unten angegeben.

Die PTT nahmen im Zweiten Weltkrieg bezüglich des internationalen Postverkehrs eine zentrale Rolle ein. Da die Schweiz im Zweiten Weltkrieg offiziell neutral blieb, während sich die angrenzenden Länder im Krieg befanden, war ihre Lage prädestiniert dafür, die Vermittlung von Kriegsgefangenenpost zu übernehmen. Die Verantwortlichen gingen von einem Stellungskrieg im Westen aus und rechneten nicht mit vielen Gefangenen. Sie nahmen daher an, dass die Vermittlung der Kriegsgefangenenpost – im Gegensatz zum Ersten Weltkrieg – nur einen geringen Aufwand mit sich bringen würde.
Sie sprachen sich dafür aus, die Kriegsgefangenenpost proaktiv zu vermitteln. Das heisst, die PTT gingen auf die kriegführenden Länder zu und boten sich als Vermittlerin an. Damit konnten die PTT auch der politisch isolierten Schweiz auf dem internationalen Parkett eine Rolle zuteilen. Durch die Vermittlerrolle wurden ausserdem die Landessicherheit und die Neutralität bestärkt. Eine finanzielle Motivation der PTT ist auszuschliessen, sind doch Kriegsgefangenensendungen gemäss Artikel 16 der Haager Landkriegsordnung von allen Taxen befreit. Die Schweiz bekam als Transitland für die Kriegsgefangenenpost lediglich eine kleine Vergütung.
Am 24. Oktober 1939 traf die erste Ladung Kriegsgefangenenpost aus Deutschland mit Zielort Südfrankreich in Basel 17 Transit ein. Es handelte sich um 200 Postkarten französischer Kriegsgefangener, die auf vorgedruckten Karten schrieben, dass sie in Kriegsgefangenschaft geraten seien und es ihnen gut gehe.
Ab 1. Dezember 1939 rollte täglich ein Wagen mit deutscher Kriegsgefangenenpost aus Frankreich über Basel 17 Transit nach Frankfurt am Main. In umgekehrter Richtung wurde die Post von Franzosen in deutscher Kriegsgefangenschaft durch die Deutsche Reichspost der Poststelle Basel 17 Transit übergeben, wo sie von den PTT umgeladen und über Genf nach Frankreich weitergeleitet wurde. Ab 1940 vermittelten die PTT auch den Postverkehr zwischen Deutschland und Grossbritannien und dessen Kolonien. Um die Kriegswirren zu umgehen, wurden Umwege in Kauf genommen. Die Kriegsgefangenenpost zwischen Deutschland und Grossbritannien wurde teilweise über Spanien und Gibraltar abgewickelt.
Die Vermittlung von Kriegsgefangenenpost war mit etlichen Schwierigkeiten verbunden. Der Bahnverkehr war teils unterbrochen, und mit zunehmender Kriegsdauer fehlten die benötigten Beförderungsgelegenheiten, insbesondere Rollmaterial. Gegen Kriegsende weigerten sich die Schweizerischen Bundesbahnen (SBB), Rollmaterial für den Posttransport nach Deutschland zur Verfügung zu stellen. Die deutsche Seite sandte die Waggons nicht zurück, wodurch über 1000 Schweizer Waggons in Deutschland verloren gingen.
Das internationale Postnetz war durch den Krieg derart beeinträchtigt, dass ein reibungsloser Postverkehr nicht mehr möglich war. Das hatte besonders bei Postsendungen verderblichen Inhaltes negative Konsequenzen. Die Generaldirektion der PTT konstatierte im Juni 1940 bezüglich Kriegsgefangenenpakete, dass sich wegen unterbrochener Postverbindungen bei den teils «schon seit Wochen unterwegs befindlichen Sendungen Fäulniserscheinungen und Verderb bemerkbar» machten. Nahrungsmittel mussten daher teilweise entsorgt werden. Dies betraf insbesondere die Grenztransitstellen Basel 17 und Genf 2. Im ersten Drittel des Jahres 1942 wurden insgesamt 153 mit Kriegsgefangenenpaketpost gefüllte Bahnwaggons von Basel 17 nach Deutschland abgefertigt. Diese Zahl lässt die Menge an verdorbenen Nahrungsmitteln erahnen, die aufgrund fehlender Zustellungsmöglichkeiten vernichtet werden musste. In Zeiten von Lebensmittelrationierung kam derartige Verschwendung bei der Bevölkerung schlecht an. 1945 wurde die Poststelle Basel 17 in einem Leserbrief an die Zeitung Die Nation heftig kritisiert, weil die verderblichen Nahrungsmittel nicht an die Schweizer Bevölkerung verteilt worden seien. Zu dieser Zeit stauten sich derart viele Kriegsgefangenenpakete, dass besagte Poststelle einen Teil der Sendungen auf den Bahnsteigen lagern musste, da sämtliche Lagerräume bereits überfüllt waren. In Zusammenarbeit mit dem Internationalen Komitee vom Roten Kreuz konnten verderbliche Nahrungsmittel schliesslich weiterverwertet werden. Ein Teil der Pakete wurde zudem in die Herkunftsländer zurückverschickt.

### Nachkriegszeit
Zwischenzeitlich waren die PTT auch für die staatlichen Radio- und Fernsehsendungen der Schweiz und nach der Gründung der Schweizerischen Radio- und Fernsehgesellschaft (SRG) 1931 bis zum Ende der 1980er-Jahre für den Unterhalt der SRG-Studios zuständig.
Die PTT ersetzten am 3. Dezember 1959 die letzte handbetriebene Telefonzentrale der Schweiz.
Am 1. Oktober 1964 wurde das heute in der Schweiz übliche Postleitzahlensystem mit vier Zahlen eingeführt, um die Sortierung zu vereinfachen. Nun wurde nicht mehr Personal mit sehr grossen Kenntnissen zur Geografie der Schweiz benötigt. Diese Postleitzahlen waren schliesslich auch die Grundlage für die maschinelle Sortierung der Briefe und Pakete.
Im Mai 1977 wurde ein neues Paketpostzentrum in Däniken eröffnet. In Zürich wurde 1978 das Fernmeldebetriebszentrum Herdern von Theo Hotz fertiggestellt; das Paketpostzentrum Mülligen in Schlieren folgte 1985. Ein weiterer grosser PTT-Bau war die kurzlebige «Neue Sihlpost», die zwischen 1985 und 1992 erstellt wurde.
1978 wurde, vor dem ersten Bancomat, der «Postomat» eingeführt.

Logo der Telecom (Abteilung für Telekommunikation)

Die PTT-Reform führte 1990 die Kostentransparenz ein, beendete die Quersubventionierung und spaltete die PTT 1993 in die Post PTT und die Telecom PTT.
Am 1. Februar 1991 wurden bei der PTT die Express-, A- und B-Post eingeführt. Der Preis einer A-Postmarke betrug neu 80 Rappen anstatt 50 Rappen bei der B-Post. Um den Brief als A-Post zu kennzeichnen, musste nun neu neben der Marke ein «A» hinzugeschrieben werden.
Am 8. Februar 1994 erfolgte der Postraub bei der Sihlpost. 1995 wurde der sogenannte «PubliCar» eingeführt. Dieser ist eine Art Postauto, der jedoch durch einen Anruf bestellt werden kann.
1996 wurde Swisspost International gegründet. Diese ist und war ein Ableger der PTT im Ausland. Das Kerngeschäft sind der Versand und die Zustellung von Dokumenten und Waren im grenzüberschreitenden Verkehr ins Ausland. Am 1. September 1997 erfolgte der Fraumünster-Postraub.
Die PTT waren kurz vor ihrer Auflösung, 1998, der grösste Arbeitgeber der Schweiz.
Im Laufe der europäischen Liberalisierung des Fernmeldewesens wurden die PTT per 1. Januar 1998 aufgelöst und ihre Aufgaben der Schweizerischen Post und der Swisscom übertragen.

## Organisationsstruktur der PTT

### Generaldirektion (PTT)
Als ersten Generalpostdirektor berief der Bundesrat am 9. Januar 1849 den Basler Benedikt La Roche-Stehelin ins Amt. Noch im Juli gleichen Jahres demissionierte La Roche-Stehelin aufgrund von Meinungsverschiedenheiten mit dem Vorsteher des Post- und Baudepartementes, Bundesrat Naeff. Differenzen bestanden bezüglich der Zahl der Beamten und Höhe der Besoldung innerhalb der Zentralverwaltung. Die Stelle blieb bis 1. Januar 1879 unbesetzt und wurde vom Vorsteher des Postdepartementes ausgefüllt.
Erst mit dem Bundesgesetz vom 21. August 1878 schufen die eidgenössischen Räte finanzielle Anreize zur Wiederbesetzung des obersten Beamten, der neu Oberpostdirektor hiess. Ab 1. Januar 1879 ging aus der Generaldirektion der Post die Oberpostdirektion hervor. Das neue Postgesetz von 1910 erweiterte die Kompetenzen der Oberpostdirektion nur geringfügig, regelte dafür die Organisation der Zentralverwaltung. Im August 1920 übernahm die Oberpostdirektion die Telegrafenverwaltung. Durch die Gründung der PTT 1928 wechselte auch der Name der Zentralverwaltung von Oberpostdirektion zu Generaldirektion PTT. Die Zuständigkeiten erweiterte die Bundesversammlung zweimal: im Oktober 1930 und im März 1946. Weder dem Bundesrat noch der Bundesversammlung oblag die allgemeine Geschäftsführung (Gebühren, Postkonzessionen, Besoldung etc.), die nun alleine der Generaldirektion vorbehalten war.
1961 trat ein neues PTT-Organisationsgesetz in Kraft. Die nun dreiköpfige PTT-Verwaltung, anstelle eines einzigen Generaldirektors, teilte sich in die internen Departemente Post, Fernmeldedienst und Präsidialdepartement auf. 1970 erhielt sie einen Verwaltungsrat mit Weisungsbefugnis gegenüber der PTT-Verwaltung.

### TT Direktion
Die Schweizer Telegrafenverwaltung bestand faktisch seit dem Jahre 1854, nachdem der Bundesrat ein entsprechendes Gesetz erlassen hatte. Im Jahre 1883 erhielt die Telegrafenverwaltung zusätzlich die Aufgabe, auch das neuaufkommende Telefonwesen zu leiten. Im Jahre 1928 wurde die Telefon- und Telegrafenverwaltung schliesslich Teil der PTT, womit die TT-Direktion neu dem Generaldirektor der PTT unterstand.
1961 wurde die Generaldirektion umstrukturiert und bestand von nun an aus je einem Direktor für Post- und Fernmeldewesen sowie aus einem Präsidialdepartementsvorsteher.

### Post

#### Kreispostdirektionen

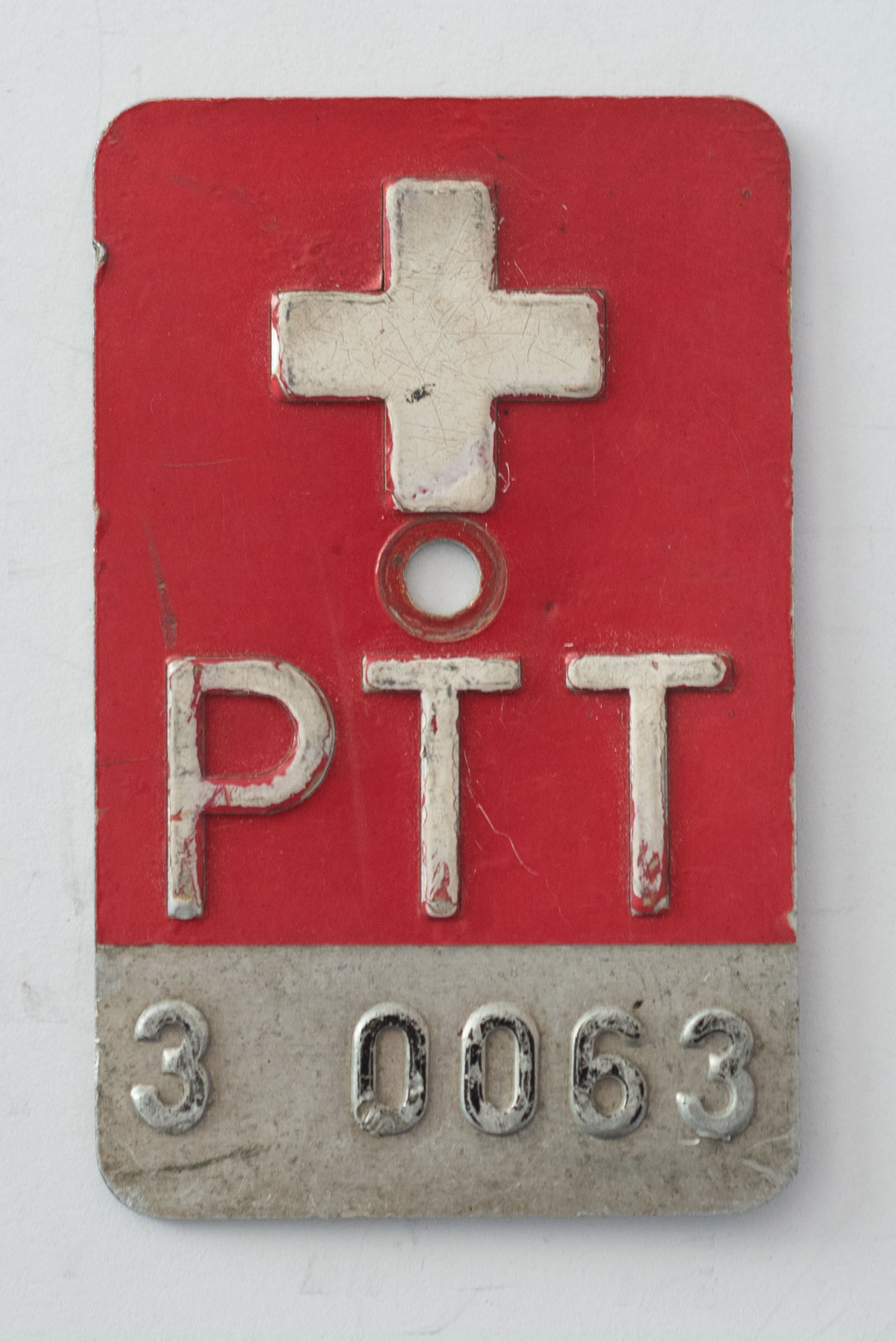
Velonummer Postkreis 3: Bern

Das Postgebiet der Schweiz wurde bereits ab 1849 in sogenannte Postkreise eingeteilt. Der Bundesrat schlug damals vor, elf solcher Postkreise zu schaffen, wogegen sich Widerstand regte, da die Zahl vielen Abgeordneten zu hoch erschien. Andere sprachen sich dafür aus, pro Kanton einen Postkreis zu betreiben, da so die kantonalen Posten aus der Zeit vor 1848 hätten weitergeführt werden können. Dennoch konnte sich schliesslich der Vorschlag durchsetzen, elf Postkreise zu errichten.
| Elf Postkreise der Schweiz ab 1849 | Elf Postkreise der Schweiz ab 1849 |
| --- | ---------------------------------- |
| 1. Postkreis Genf, mit dem gleichnamigen Kanton und dem waadtländischen Bezirk Nyon 2. Postkreis Lausanne, mit dem Kanton Waadt (ohne Nyon) sowie den Kantonen Freiburg und Wallis 3. Postkreis Bern, ohne den Berner Jura und mit dem Bezirk Laufen 4. Postkreis Neuenburg, mit dem Berner Jura und ohne den Bezirk Laufen 5. Postkreis Basel, mit den Kantonen Basel-Landschaft, Basel-Stadt und Solothurn (ohne wenige dem Postkreis Aarau zugeteilte solothurnische Gemeinden) 6. Postkreis Aarau, mit dem Kanton Aargau und einigen solothurnischen Gemeinden 7. Postkreis Luzern, mit den Kantonen Luzern, Zug, Uri und Unterwalden sowie den schwyzerischen Bezirken Schwyz, Gersau und Küssnacht 8. Postkreis Zürich, mit den Kantonen Zürich, Schaffhausen und Thurgau 9. Postkreis St. Gallen, mit dem Kanton St. Gallen ohne den Bezirk Sargans, den beiden Appenzell-Kantonen und Glarus sowie den schwyzerischen Bezirken Einsiedeln, March und Höfe 10. Postkreis Chur, mit dem Kanton Graubünden ohne den Bezirk Moesa sowie dem sankt-gallischen Bezirk Sargans 11. Postkreis Bellinzona, mit dem Kanton Tessin sowie dem Bezirk Moesa |                                    |

Die Postkreise blieben abgesehen von kleineren Grenzverschiebungen so bestehen, obwohl es stets Stimmen gab, die sich für eine straffere Verwaltung aussprachen und dementsprechend nur fünf oder sechs Postkreise befürworteten.
Die Postkreise erhielten je einen Direktor, dessen Hauptaufgabe es war, seine Poststellen zu inspizieren und zu garantieren, dass der Betrieb den Erwartungen entsprach. Oftmals hatten die Kreispostdirektoren aber zu wenig Zeit und zu wenig Personal, um regelmässige Inspektionen durchzuführen.

#### Poststellen
Mit der Gründung der Eidgenössischen Post 1849 entstanden auch die Poststellen zur Besorgung des Betriebsdienstes. Die Poststellen am Sitz der Kreispostdirektion wurden Hauptpostbureaux genannt und aufgrund ihrer Grösse jeweils in Unterabteilungen gegliedert.
Ab 1870 wurden die Bureaux in drei Klassen eingeteilt. Dabei waren die Postbureaux I. Klasse die grossen Poststellen und die Postbureaux 2. Klasse diejenigen, die wenigstens zwei Beamte aufweisen konnten. Die Postbureaux 3. Klasse schliesslich waren die kleinen Bureaux, die lediglich von einem Posthalter geführt wurden.

##### Basel 16 Badischer Bahnhof

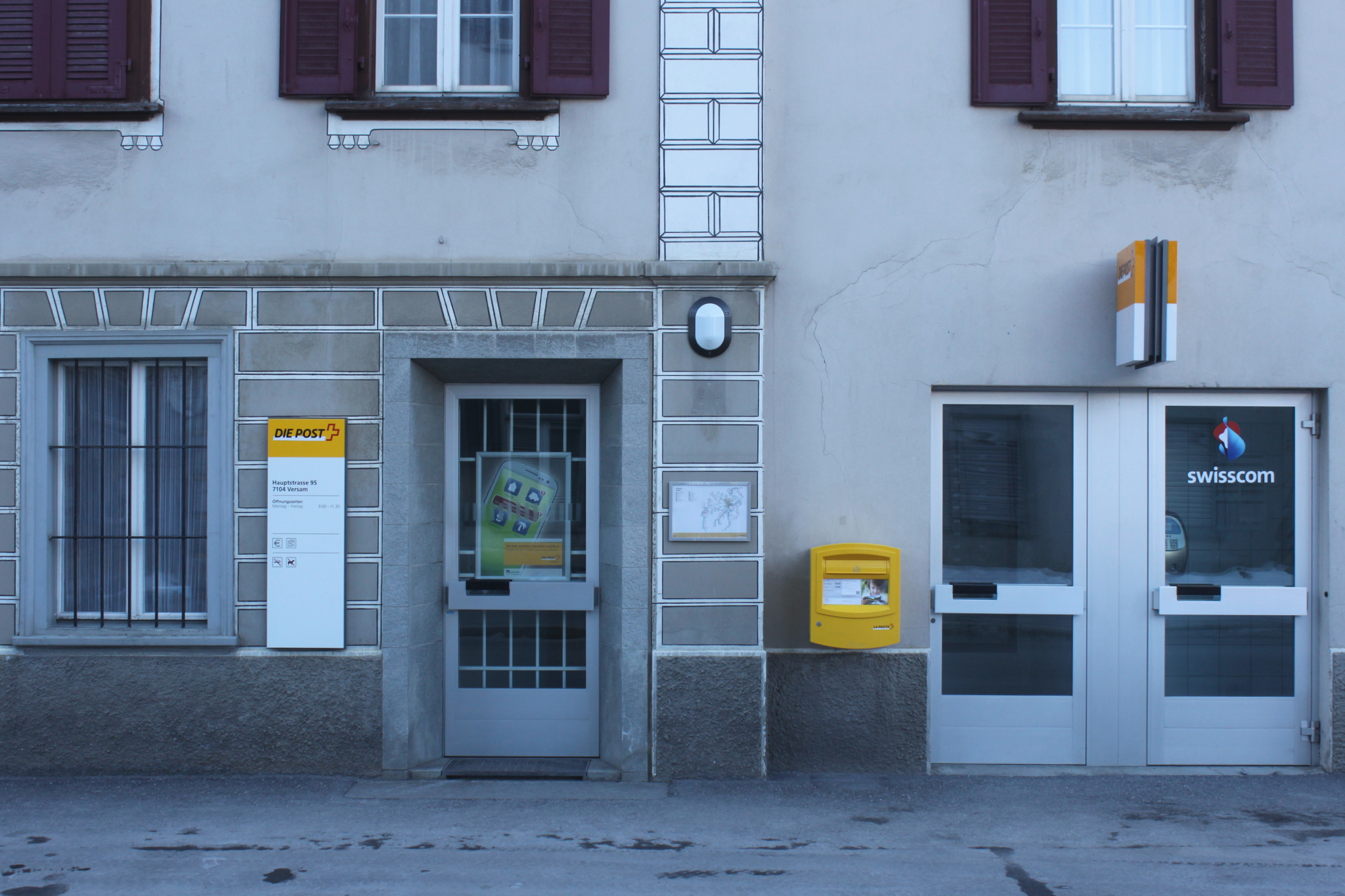
Post in Versam (2015)

Die Poststelle Basel 16 Badischer Bahnhof stellt unter den 1464 Filialen (Stand 2015) eine Besonderheit dar: Sie befindet sich auf dem Gelände des Badischen Bahnhofes und somit auf deutschem Zollgebiet. Im Vertrag von 1852 zwischen der Schweiz und dem Grossherzogtum Baden, der den Bau des Badischen Bahnhofes auf Schweizer Boden regelte, war auch eine Schweizer Postfiliale innerhalb des Bahnhofgeländes vorgesehen. Sie wurde 1862 mit der Bezeichnung «Basel Badischer Bahnhof» eröffnet. Ab 1913 übernahm diese Poststelle den deutschinternen Umladdienst der Bahnpost «gegen Entschädigung», wobei die genauen Konditionen nicht bekannt sind.
Im Vertrag von 1933 wurde die gemeinsame Nutzung der Infrastruktur des Badischen Bahnhofs geregelt. Dabei ging es um die sogenannten Gepäck- und Eilguttunnelanlagen, die die Gleise unterirdisch miteinander verbanden und so den Postverlad beschleunigten. Besagte Anlagen wurden von der Deutschen Reichsbahn-Gesellschaft an die PTT sowie an die Deutsche Reichspost gleichermassen vermietet, wobei sich der jeweilige Mietanteil proportional zur Nutzung verhielt. In der Vereinbarung von 1935 zwischen dem Reichspostministerium und den PTT wurden die «Entschädigungen für Leistungen im Interesse des deutschen Postdienstes», insbesondere für die «Besorgung des innerdeutschen Postdienstes», neu ausgehandelt und festgelegt. Die Deutsche Reichspost vergütete der PTT den Lohn von sieben Arbeitskräften, was einen Betrag von jährlich 35'000 Franken ergab.
Zwischen 1914 und 1919 blieb die Poststelle aufgrund des Ersten Weltkrieges und der daraus erfolgten Besetzung des Badischen Bahnhofes durch Schweizer Truppen geschlossen. Während des Zweiten Weltkrieges erhielt die Poststelle ihren Betrieb aufrecht. Allerdings wurden die Schweizer Briefpostkästen, die sich auf den Bahnsteigen befanden, aus «devisenpolitischen Gründen» 1940 entfernt, vermutlich um den Versand von Schweizer Franken ins Ausland zu unterbinden.
Die Poststelle wird heute unter der Bezeichnung «4016 Basel Bad. Bahnhof» betrieben.

##### Basel 17 Transit
Das Postamt Basel 17 Transit vermittelt die über Basel ein- und austretenden Stücke im Verkehr mit dem Ausland.
Seit 1878 gab es in unmittelbarer Nähe des Badischen Bahnhofs ein Fahrposttransitbüro, dessen Aufgabe die Abwicklung des Postverkehrs mit der Deutschen Reichspost war. Etwa zur selben Zeit übernahm der damalige Centralbahnhof die Stückauswechslung mit Frankreich, Belgien, Grossbritannien sowie dem Elsass. Für diese Aufgabe wurde dann 1907 ein Pakettransitbüro geschaffen. Das Fahrpostransitbüro hatte im Jahr 1912 einen Gesamtverkehr von nahezu 3,5 Millionen Stücken. Dieses Verkehrsvolumen war zu gross für die alten Räume im Badischen Bahnhof. Deshalb wurde dafür von 1911 bis 1913 ein neues Gebäude im Bahnhof Basel SBB gebaut, welches eine Insel innerhalb des Bahnhofs darstellt. Zu dem neuen Postgebäude führten sieben eigene Abstellgleise.
Am 13. September 1913 wurde das Transitbüro beim Badischen Bahnhof mit dem Pakettransitbüro im Bahnhof Basel SBB zusammengelegt. Die neue Poststelle Basel 17 Transit bekam ein eigenes Gebäude mit separaten Abstellgleisen im Bahnhof Basel SBB und umfasste ein Post- und Zollamt. Es bestand eine enge Zusammenarbeit mit der Deutschen Reichspost. Beide Seiten einigten sich auf ein gemeinsames Amt innerhalb der Poststelle Basel 17 Transit. In diesem übernahmen die PTT die Verwaltung für die Dienste beider Länder und verrichtete Arbeiten, die ausschliesslich im Interesse der Deutschen Reichspost lagen. Die Reichspost betrieb lediglich ein kleines Rechnungsbüro. Die Post konnte dadurch die Grenze effizienter durchlaufen, da sie nur noch eine Poststelle passieren musste.
Diese enge Zusammenarbeit wurde während des Zweiten Weltkriegs weitergeführt. Dennoch strahlte das Deutsche Reich auch eine Bedrohung aus. Weil man zugunsten der Landessicherheit die deutsche Seite nicht vor den Kopf stossen wollte, entschieden 1939 die PTT, die deutschen Reichspostwagen weiterhin bis nach Basel Transit fahren zu lassen. Über die Poststelle Basel Transit lief ein Grossteil des internationalen Postverkehrs im Zweiten Weltkrieg. Die Brief- und Paketpost sowie der Zeitungsverkehr zwischen der Schweiz und Deutschland wurden gänzlich über diese Poststelle abgewickelt. Über Basel Transit führte die Kriegsgefangenenpost, die die PTT nach Ausbruch des Krieges mitorganisierten. Die Kriegsgefangenenpost durchlief die Schweiz als Transitland, wodurch diese verschlossene Post nicht durch die Schweizer Zoll- oder Zensurbehörden kontrolliert werden musste. Die Poststelle war nach Kriegsausbruch überbelegt, da der Postverkehr insgesamt zusammenbrach. Deshalb wurden im Gegensatz zu anderen Poststellen, die unter Arbeitskräftemangel aufgrund der Mobilmachung litten, den Arbeitnehmern Ferien gewährt. Die Umstellung auf die Kriegsfahrpläne brachte zu Beginn Verspätungen des Postverkehrs nach Deutschland mit sich. Zu Verspätungen kam es auch aufgrund der deutschen und französischen Zensurbehörden.
Nach der deutschen Besetzung Frankreichs im Juni 1942 fand die Abwicklung des französischen Postverkehrs infolge der Kontrolle durch deutsche Instanzen über Basel 17 Transit statt. Die Poststelle wird heute unter der Bezeichnung «4017 Basel 17 Transit» betrieben.

## Rekrutierung und Karrieremodell des Personals bei den PTT

### Die Anfänge 1848–1910
Der Personalkörper der Postverwaltung setzte sich nach der Gründung des Post- und Baudepartements aus Beamten und Angestellten zusammen. Die Beamten befassten sich im Betrieb mit allen Büroarbeiten, dem Kassen- und Rechnungswesen usw. Im Verwaltungsbetrieb beschäftigten sich Beamte mit schriftlichen Arbeiten, während die Angestellten manuelle Arbeiten besorgten, etwa als Posthalter. Eine vorgegebene Musterlaufbahn in Form von Vorschriften wie in Deutschland oder Frankreich gab es für Beamte de jure nicht. Die benötigten Arbeitskräfte wurden aufgrund ihrer Vorkenntnisse und nötigenfalls einer Prüfung zu Beamten gewählt. Bis 1868 wurden die Beamten aus Privatgehilfen und aussenstehenden Anwärtern rekrutiert, die keine eigentliche Lehrzeit zu absolvieren hatten. Auf Dauer genügte dieses Rekrutierungssystem nicht, so dass die Verwaltung des Postdepartements sich gezwungen sah, eine Neuregelung der Auswahl der Postbeamten durchzuführen. Mit der Verordnung des Bundesrats vom April 1869 wurde die Anstellung des Postlehrpersonals erstmals gesetzlich geregelt. Somit wurden zur Gewinnung besserer Arbeitskräfte nur noch Anwärter gewählt, die sich vorerst in einer Lehrzeit bewährt hatten, und es wurde die erste Grundlage für ein PTT-Karrieremodell erstellt.
Das Postdepartement bestimmte die Zahl des alljährlich aufzunehmenden Lehrpersonals (ab 1873 war die Generalpostdirektion für die Rekrutierung zuständig). Die Stellen wurden von den Kreispostdirektionen ausgeschrieben. Sowohl Frauen als auch Männer wurden je nach Stelle in gleicher Weise zugelassen. Dabei sollte das Mindestalter der Bewerber nicht unter 16 und das Höchstalter nicht über 25 Jahre sein (1873 wurde das Höchstalter auf 30 festgesetzt). Bevor die Bewerber zu einer Prüfung einberufen wurden, hatten sich die Kreispostdirektionen über jede einzelne oder jeden einzelnen möglichst eingehend zu erkundigen.

### Aufnahmeprüfung und Lehrzeit
Die Prüfung erstreckte sich auf die allgemeine Bildung, die Handschrift, Fertigkeit im Rechnen, Kenntnisse in der politischen Geographie und die Nationalsprachen. Sie fand in Gegenwart des Kreispostdirektors und eines Beamten der Generalpostdirektion statt (ab 1873 aus zwei Beamten der Generalpostdirektion und dem Kreispostdirektor oder seinem Stellvertreter). Mit der Verordnung vom März 1895 mussten sich Bewerber aus den oberen Klassen einer Mittelschule (Gymnasium, Kantonsschule oder Technikum) mit bestandenem Abgangszeugnis keiner Aufnahmeprüfung mehr unterziehen. Während der Lehrzeit, welche in der Regel ein Jahr dauerte (ab 1873 dauerte sie 18 Monate und ab 1913 zwei Jahre), wurde das Lehrpersonal praktisch und theoretisch in alle Dienstzweige eingeführt. Während der Lehrzeit bekam das Lehrpersonal die Möglichkeit, seine allgemeine Bildung zu ergänzen und Sprachkurse zu besuchen. Durch eine Patentprüfung wurde die Lehrzeit abgeschlossen. Je nach Ergebnis erhielt die Anwärterin oder der Anwärter ein Patent erster, zweiter oder dritter Klasse (sehr befriedigend, befriedigend und mittelmässig) und wurde von da an Aspirant, wobei der Zutritt zur Patentprüfung unter gewissen Voraussetzungen auch anderen Personen offen stand.
Bis zur festen Wahl wurden die Inhaber eines Patents I. oder II. Klasse als provisorische Gehilfen verwendet. Für die Anwärter des Patents III. Klasse bestand keine Garantie, sich zu Beamten wählen zu lassen. Die jungen Leute konnten sich um ausgeschriebene Postbeamtenstellen bewerben und wurden darauf zu Postkommis (Postsachbearbeiter) gewählt. Damit wurde die erste Grundlage für eine Karriereplanung erstellt. Zur Verwaltungsbeamtenprüfung wurden Bewerber nur zugelassen, die mindestens 12 Jahre im Betriebsdienst tätig waren und tadellose Leistungen und Verhalten aufweisen konnten. Die Bewerber hatten sich mündlich und schriftlich über eine gute allgemeine Bildung (Muttersprache und Fremdsprachen, Staatskunde und Schweizergeschichte, allgemeine Literatur, Wirtschafts- und Rechtskunde, Tagesfragen sozialer, wirtschaftlicher und kultureller Natur) und über gründliche Fachkenntnisse auszuweisen. Nach bestandener Prüfung hatte der endgültigen Wahl einer Anwärterin oder eines Anwärters im Verwaltungsdienst eine Probezeit von mindestens sechs Monaten voranzugehen. Nicht einbezogen in das allgemeine Ausleseverfahren wurden die wenigen Spezialbeamten mit höherer Fachbildung, das heisst Juristen, Volkswirtschafter, Architekten, Ingenieure, Techniker usw. wie sie vorläufig ausschliesslich bei der Generaldirektion direkt angestellt wurden. Diese Beamten wurden unmittelbar durch den Abteilungschef oder den Generaldirektor ausgewählt.
Für die Besetzung der mittleren und höheren Kaderstellen des Kreisverwaltungsdienstes kam bisher technisch oder akademisch gebildetes Personal nicht in Betracht. Daher mag es nicht erstaunen, dass eine überwältigende Mehrheit der Beamten der mittleren und höheren Kaderstellen des Kreisverwaltungsdienstes zwischen 1849 und 1949 bereits zuvor eine Postlehre absolvierte. Die folgende Tabelle gibt einen Überblick über die Verteilung der Beamtenstellen innerhalb der Generaldirektion (Zentralverwaltung), den Kreispostdirektionen und übrigen Beamtenstellen:
| Jahr | Generaldirektion |      | Kreisdirektion |      | Betrieb |      | Total  |
| ---- | ---------------- | ---- | -------------- | ---- | ------- | ---- | ------ |
|      | Zahl             | in % | Zahl           | in % | Zahl    | in % | Total  |
| 1850 | 18               | 0,6  | 37             | 1,3  | 2'748   | 98,1 | 2'803  |
| 1890 | 50               | 0,7  | 213            | 3    | 6'815   | 96,3 | 7'078  |
| 1910 | 130              | 1    | 423            | 3,2  | 12'730  | 95,8 | 13'283 |
| 1947 | 618              | 3    | 420            | 2    | 19'641  | 95   | 20'679 |

### Reformen des Rekrutierungsverfahrens ab 1910
Das Rekrutierungsverfahren, welches zuletzt 1873 angepasst wurde, wies mit der Zeit immer mehr Mängel auf. Unbefriedigend war die Ausbildung der Anwärter, da die wenigsten Bürovorstände sich dem Lehrpersonal richtig annahmen und sich bemühten, sie methodisch anzuleiten. Die jungen Leute waren meist auf sich selbst angewiesen. Den Anstoss zu durchgreifender Änderung gab schliesslich der Beamtenverband, indem er eine Umgestaltung der Lehre forderte. Gehör fand aber der Beamtenverband erst mit seiner an die Oberpostdirektion gerichteten Eingabe vom Februar 1910, die unter anderem folgende Reformvorschläge enthielt: Erhöhung des Eintrittsalters, Erweiterung der Aufnahmeprüfung, Beizug von pädagogischen Experten zur Prüfungskommission, Verlängerung der Lehrzeit, Schaffung von Einführungskurs- und Schlusskursen, sorgfältige Auswahl der Lehrbüros, Verpflichtung des Lehrpersonals zum Besuch von Fortbildungsschulen und erweiterte Fachprüfung.
In der Postordnung vom November 1910 und deren Ausführungsbestimmungen wurden einige der vom Beamtenverband gemachten Anregungen berücksichtigt. Das Mindestalter der Bewerber wurde auf 17 Jahre erhöht. Zur Aufnahmeprüfung wurden nur noch Bewerber männlichen Geschlechts zugelassen, die während zwei Jahren eine Sekundarschule besucht hatten (bereits 1894 fiel der Beschluss, keine Frauen mehr zur diplomierten Postlehre zuzulassen). Die Oberpostdirektion war befugt, als Prüfungsexperten auch Pädagogen beizuziehen. Der Ausbildung während der Lehrzeit wurde mehr Aufmerksamkeit geschenkt. Der neu aufgestellte Lehrplan setzte sich aus einem praktischen und einem theoretischen Teil zusammen. Pflicht des Bürovorstands war es, den Lehrling zweckmässig anzuleiten und ihn auch ausserdienstlich zu überwachen. Einführungskurse waren nur für den Fall, dass Bedarf an etwas bestand, vorgesehen, hingegen wurde ein zweiwöchiger Schlusskurs angeordnet. Die Kreispostdirektionen waren für den Besuch von Fortbildungsschulen für das Lehrpersonal verantwortlich. Die Dauer der Lehrzeit blieb nach der Reform auf 18 Monate unverändert. Als zwischen 1910 und 1912 die Anmeldungen von Bewerbern merklich zurückgingen, wurde das Mindestalter wieder auf 16 Jahre herabgesetzt und auf die Forderung der Sekundarschulbildung verzichtet, um den Bewerbern aus weniger begüterten Volkskreisen die Türe zur Verwaltung nicht zu verschliessen.
Die Auswahl der Anwärter wurde aber nicht allein vom Prüfungsergebnis, sondern auch von den Auskünften abhängig gemacht, die über sie eingeholt wurden. So waren die Familienverhältnisse, die Lebensweise und der Ruf des Anwärters und seiner Eltern relevante Aspekte. Ebenfalls spielte die geistige und sittliche Eignung des Bewerbers eine nicht zu unterschätzende Rolle. Schliesslich mussten sich die Anwärter einer Untersuchung des Vertrauensarztes der Postverwaltung unterziehen lassen. Das vertrauensärztliche Zeugnis wurde vom Oberarzt der allgemeinen Bundesverwaltung begutachtet und er beurteilte, ob ein Anwärter vom medizinischen Standpunkt aus für eine Anstellung im Bundesdienst als tauglich zu betrachten sei.

### Einführungskurse und Schlusskurse für PTT-Lehrpersonal
1929 wurde in Winterthur in einem ersten Pilotversuch ein Einführungskurs für das PTT-Lehrpersonal durchgeführt. Die Rückmeldung und die positiv gewonnenen Erfahrungen des ersten Einführungskurses führten zu einer schweizweiten Errichtung von obligatorischen Einführungskursen für das ganze PTT-Lehrpersonal. Der Einführungskurs ging der eigentlichen Lehrzeit voran und dauerte drei Wochen. Während der Lehre erhielt das Lehrpersonal die Möglichkeit, einen einwöchigen theoretischen Kurs am Sitz der Kreispostdirektion zu besuchen. Einige Wochen vor Beendigung der Lehrzeit fand ein Schlusskurs von drei Wochen statt, an dem sich eine Reihe von Beamten aus Verwaltung und Betrieb als Unterrichtende beteiligten. Den Lehrjahren schloss sich die Aspirantenzeit an, die Ende 1947 von 20 Monaten auf 12 Monate herabgesetzt worden war. Während der Aspirantenzeit wurden die angehenden Beamten zur weiteren praktischen Ausbildung da- und dorthin, in die Stadt und auf das Land, vor allem aber auch, und zwar für längere Zeit, in fremdes Sprachgebiet versetzt. Im Übrigen blieb es nach der Fachprüfung jedem einzelnen überlassen, wie er sich, allgemein und beruflich, weiterbilden wollte.

### Die 1960er-Jahre bis Anfang der 1990er-Jahre
Bis und ab 1960 wurden auch die Laufbahnen der PTT-Beamten durch mehrere Reformen angepasst. So wurden im Regelwerk unter C15 die Laufbahnen der Beamten geregelt. Hierbei nahmen die Einstieg-, Übertritts- und Beförderungsbedingungen innerhalb der PTT-Verwaltung eine wichtige Rolle ein. Die Laufbahnen waren mit jenen der Bundesverwaltung und der übrigen Bundesbetriebe verknüpft. Die Bezeichnung Monopolberuf wurde erstmals 1967 in den Personalvorschriften C2 erwähnt, die die Ausbildung des PTT-Lernpersonals regelten. Die PTT bildeten in fünf Monopolberufen aus: Sekretärlehrpersonal (künftiges Kader), Betriebsassistentenlehrpersonal (Schalterpersonal), uniformiertes Betriebslehrpersonal (Briefträger), Telefonlehrpersonal und Telegraphenlehrpersonal.
| Das Betriebspersonal       | Die Mitarbeitenden im Betrieb absolvierten eine Monopollehre (das heisst, eine Lehre, die zu einem Beruf bei der Post ausüben lässt). Neben den sogenannten «Monopollisten» arbeiteten im Betrieb auch angelerntes Personal und Aushilfen. Der Postbetrieb kannte drei grosse Kategorien der Mitarbeitenden.       |
| -------------------------- | --- |
| Die diplomierten Beamten   | Die diplomierten Beamten arbeiteten nach ihrer Lehre zum Betriebssekretär am Schalter, im Versand- und Bahnpostdienst und in betrieblichen Führungsfunktionen. Bis 1972 wurden Frauen nicht zugelassen. |
| Die Betriebsassistentinnen | Die Betriebsassistentinnen bedienten den Schalter und arbeiteten im Backoffice und es waren vor allem Frauen in diesem Beruf tätig. Erst 1972 stiessen die ersten Männer dazu. |
| Die uniformierten Beamten  | Die uniformierten Beamten arbeiteten als Briefträger, in der Verarbeitung von Briefen und Paketen oder übernahmen manuelle Arbeiten im Bürodienst. Bis 1973 war der Beruf Männern vorbehalten. Ihre Uniform liess sie nach aussen als PTT-Mitarbeitende erkennen. Ein Aufstieg in untere Kaderstellen war möglich. |

| Das Verwaltungspersonal | Wie in der ersten Hälfte des 20. Jahrhunderts, gehörte als Mitarbeiter zum Verwaltungspersonal, wer bei der Generaldirektion oder in einer Kreispostdirektion arbeitete. Anders als in der ersten Hälfte des 20. Jahrhunderts konnte ein diplomierter Beamte frühestens nach sieben Jahren im Postbetrieb (Lehre eingeschlossen) nach einer internen Prüfung in die Laufbahn des höheren Verwaltungspersonals übertreten. Ähnlich wie die Verwaltungsbeamtenprüfung ab 1930 wurden das Allgemeinwissen über Volks- und Betriebswirtschaft, Geschichte und Staatskunde und Muttersprache und Fremdsprachenkenntnissen geprüft. Nach bestandener Prüfung besetzten die Beamten nahezu alle höheren Funktionen in den Kreispostdirektionen und viele in der Generaldirektion. |
| ----------------------- | --- |

### Karrieremodell eines Post-Betriebssekretärs in der zweiten Hälfte des 20. Jahrhunderts
| 1. Schulische Vorbildung                | Ideal wären Verkehrsschule, Handelsschule, Mittelschule (mind. 2 Jahre), Matura, Lehrerpatent, KV-Lehre                                                           |
| 2. Eignungsabklärung                    | Je nach Schule nur Eignungsabklärung oder auch Aufnahmeprüfung |
| 3. Ausbildung (2–3 Jahre)               | Ausbildungszeit in einem geeigneten Postamt oder Lehrpostamt |
| 4. Vertiefungsphase (4–6 Jahre)         | Welschlandaufenthalt, Versand-/Bahnpostdienst, Reisedienst, Postcheckdienst, Schalterdienst, Flughafenpostämter / Zollpostämter                                   |
| 5. Vorbereitungsphase auf Kaderposition | Einsatz im Kadernachwuchs als Kursleiter, Betriebsaufsicht, Stellvertreter Betriebskader, Posthalterablösungen                                                    |
| 6. Kaderfunktion                        | Kaderfunktion im Betrieb als Bürochef, Posthalter, Dienstchef, Amtsleiter (Verwalter) oder Verwaltungsaufgaben bei einer Kreisdirektion oder der Generaldirektion |

### Durchlässigkeit
Die Durchlässigkeit zwischen der Bundesverwaltung und der Privatwirtschaft trat lange Zeit selten auf. Durch die vom Bund getroffenen Massnahmen band die Bundesverwaltung die Beamten langfristig an sich und durch spezifisch zugeschnittene Ausbildungen wie die Monopolberufe wurden auch die Abschlüsse des PTT-Betriebes lange Zeit in der Privatwirtschaft nicht anerkannt. Jemand, der zuvor eine Postlehre absolvierte, wurde irgendwann zum obersten Chef einer Abteilung innerhalb der PTT. Hingegen war die Durchlässigkeit der Beamten innerhalb der Bundesverwaltung (von einem Departement zum anderen Departement) etwas häufiger. Beispielsweise haben einige PTT-Lehrlinge in den diplomatischen Dienst gewechselt, wie beispielhaft die Laufbahn von Charles Redard zeigt.
Erst nach den Liberalisierungbestrebungen der 1990er-Jahre wurden nach und nach immer mehr Abschlüsse in der Privatwirtschaft anerkannt, um die Durchlässigkeit zwischen dem Bundespersonal und der Privatwirtschaft zu fördern.

## Berufsgattungen innerhalb der PTT

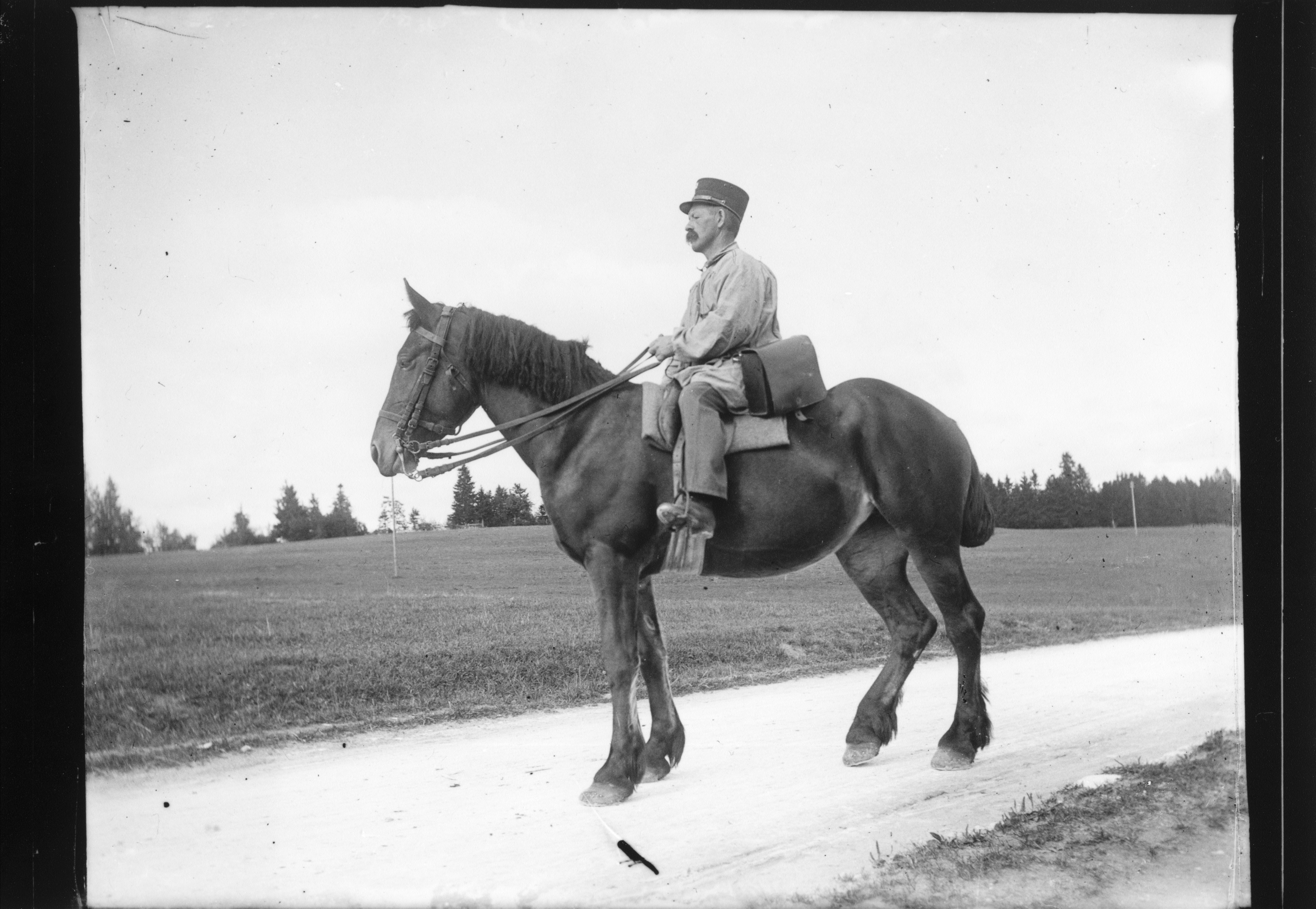
Postbote zu Pferd im Jura, Anfang 20. Jahrhundert

### Der Beamtenstatus
Bis zum Ende des Ersten Weltkrieges waren die Anstellungsbedingungen des Bundespersonals relativ lückenhaft geregelt. 1918 wurden erste Schritte zur Erarbeitung von verbindlichen, ganzheitlichen Normen eingeleitet. Nach jahrelangem Verhandeln trat schliesslich das Bundesgesetz über das Dienstverhältnis der Bundesbeamten per 1. Januar 1928 in Kraft. Der Beamtenstatus wurde darin klar definiert. Beamter war nur, wer vom Bundesrat, von einer nachgeordneten Amtsstelle oder von einem eidgenössischen Gericht für eine dreijährige Amtszeit gewählt wurde. Die Bundesverwaltung musste die vakanten Beamtenstellen ausschreiben. Für die Besetzung der Dienststellen kamen nur Schweizer Bürger mit tadellosem Ruf infrage. Die Wahl zum Beamten konnte aber auch noch von weiteren Voraussetzungen abhängig gemacht werden, beispielsweise von einer bestimmten Zahl an Dienstjahren. Im Jahre 2002 wurde der Beamtenstatus in der Schweiz offiziell abgeschafft.

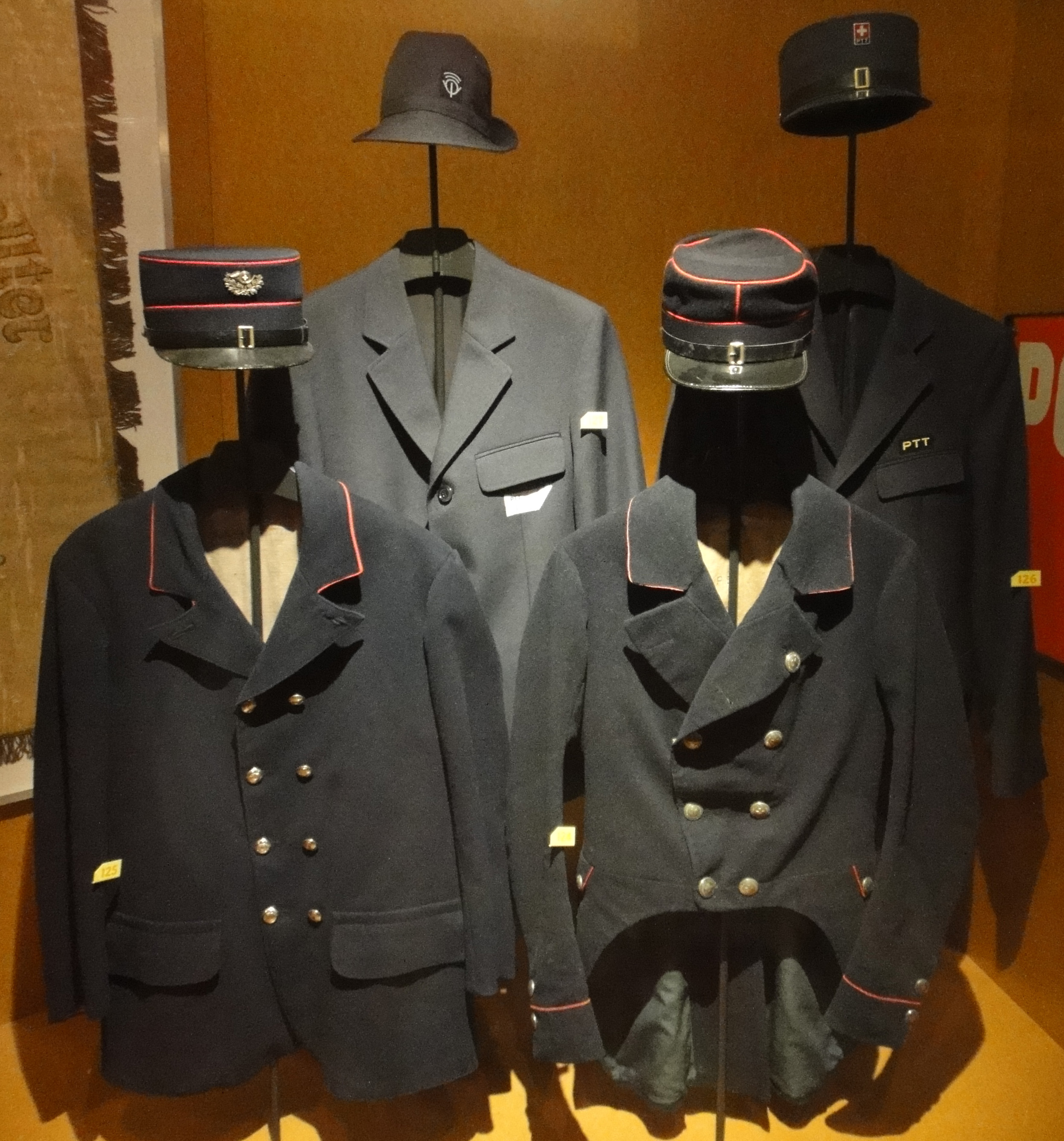
Uniformen von Postboten 1900, 1980, 1870, 1950 (von links nach rechts; Museum für Kommunikation, Bern)

### Der Postbote
Um Briefträger zu werden, mussten sich die Interessenten in den 1950er-Jahren direkt bei einer der elf Kreispostdirektionen bewerben. Die Bewerber sollten in der Regel zwischen 18 und 23 Jahre alt sein. Fremdsprachenkenntnisse wurden nur in Postkreisen vorausgesetzt, durch die eine Sprachgrenze verlief. Je nach Postkreis wurden auch physische Anforderungen an die Bewerber gestellt. So mussten die Postboten in Bergregionen eine gute Gesundheit aufweisen, da gerade die Arbeit im Winter und bei schlechter Witterung eine erhebliche körperliche Belastung bedeutete. Die ranghöchsten uniformierten Beamten unter den Postboten waren die Betriebsgehilfen, die vor allem Tätigkeiten in den Umleitstellen ausübten. Seit 1963 sind offiziell auch Frauen als Postbotinnen zugelassen.

### Die Postgehilfin
Der Postgehilfe oder die Postgehilfin war in erster Linie für die Schalter- und Büroarbeiten zuständig. Ab Mitte des 20. Jahrhunderts konnten 18- bis 22-Jährige in eine zwölfmonatige Berufslehre eintreten. Eine weitere Anforderung war der Abschluss einer Handels- oder Sekundarschule. Die Arbeit wurde mehrheitlich von weiblichen Angestellten verrichtet. Die Privatpostgehilfen arbeiteten in kleineren Landpoststellen und waren von einem Posthalter angestellt, bei dem sie eine einjährige Lehrzeit durchliefen. Darauf folgte ein weiteres Ausbildungsjahr auf einer anderen Poststelle.

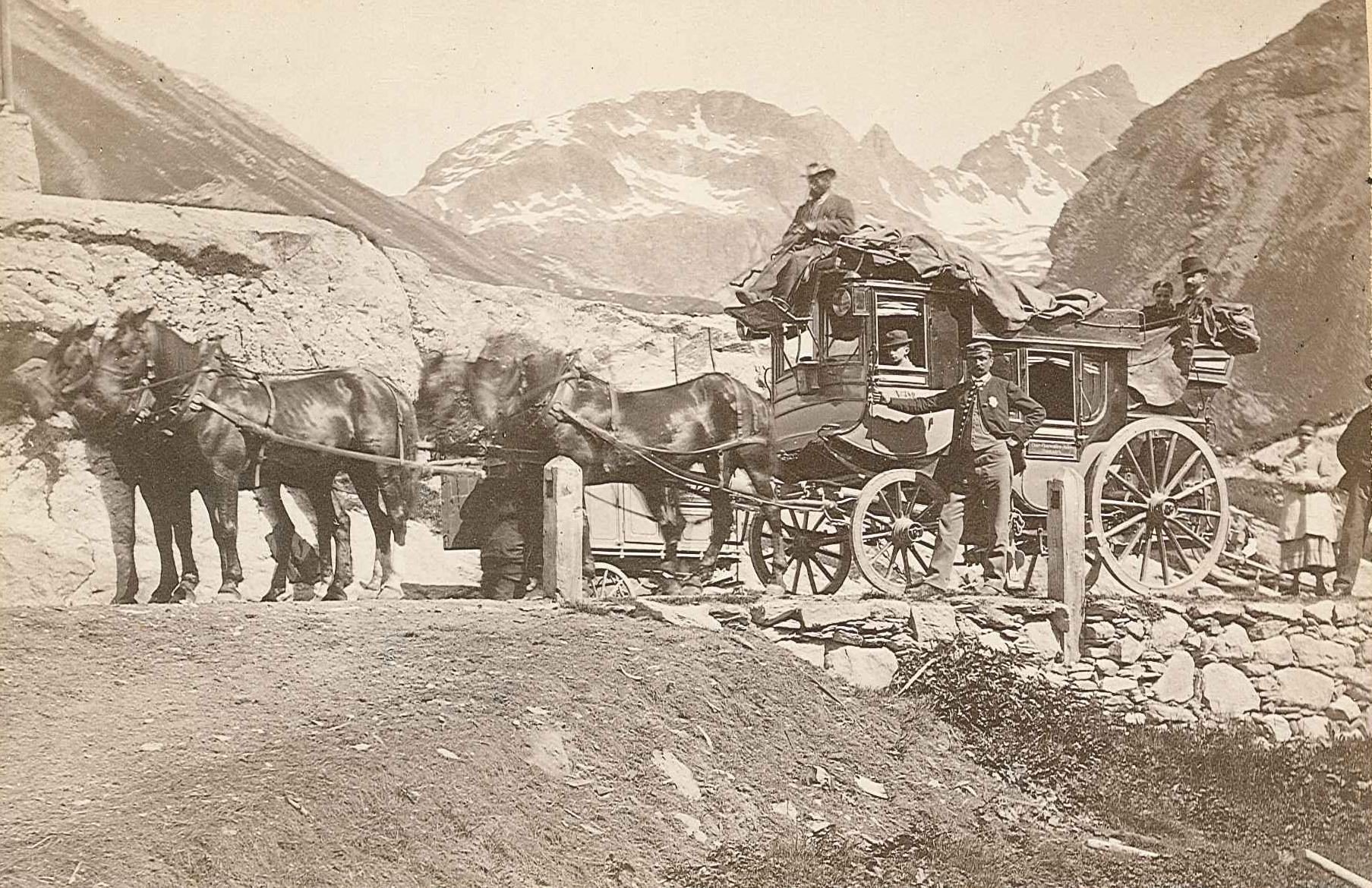
Postkutsche auf der Julierstrasse, vor 1882

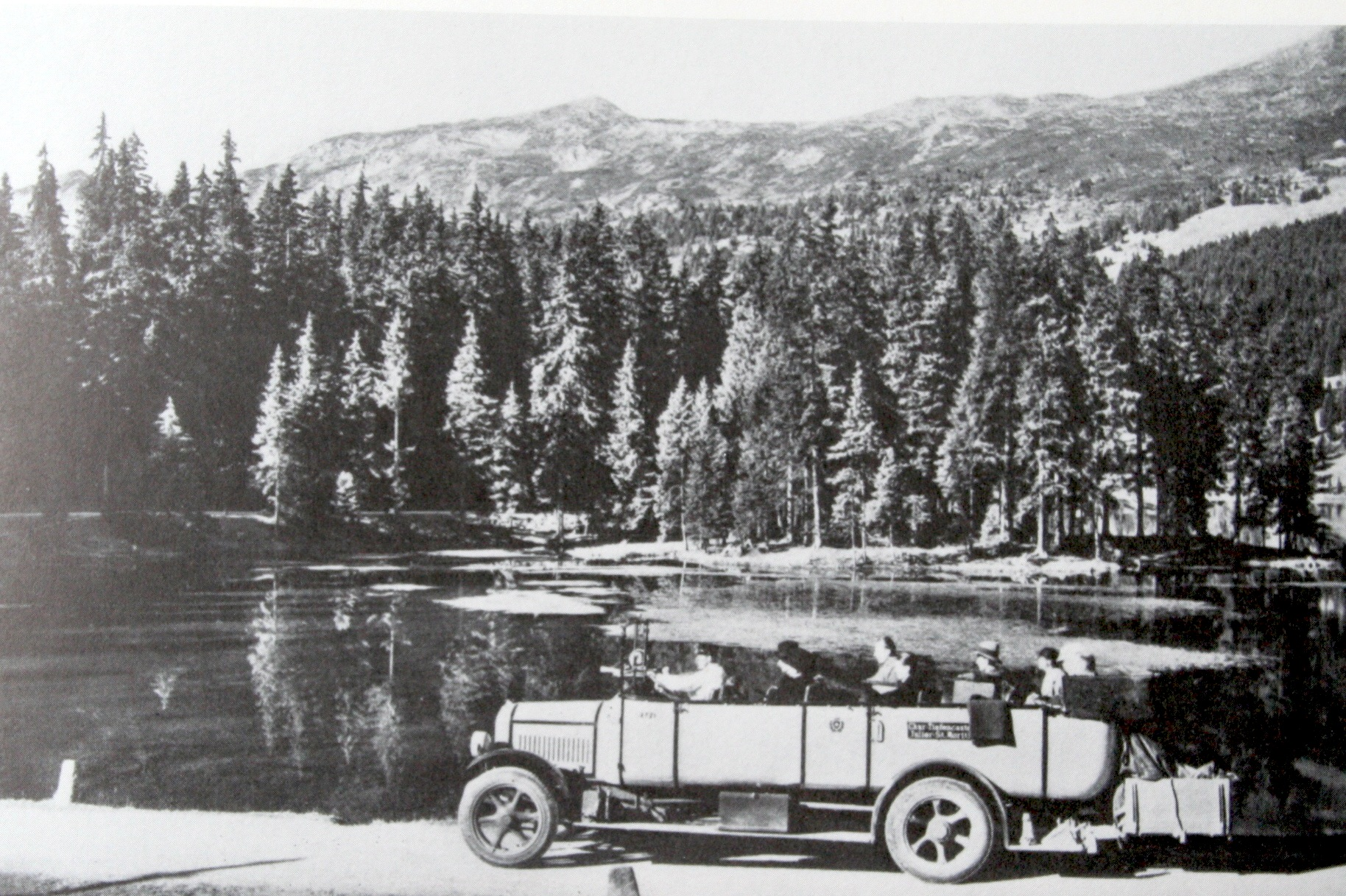
Postauto, 1920

### Der Postchauffeur
Bis zu den ersten Versuchen mit Autobussen im Jahr 1906 setzten die PTT zur Beförderung von Reisenden schweizweit Pferdekutschen ein. Die ersten Postautolinien waren Bern-Detligen und Bern-Papiermühle-Bolligen. Das Postauto konnte sich erst in der Zwischenkriegszeit definitiv durchsetzen. In den 1950er-Jahren gab es bei der PTT 400 Postchauffeure, deren Hauptaufgabe es war, die für den Personenverkehr genutzten Postautos zu lenken. Zugelassen waren damals Bewerber zwischen 22 und 28 Jahren, die eine Mindestkörpergrösse von 165 cm erreichten und als militärtauglich galten. Der Chauffeur war auch für die Wartung des Fahrzeuges zuständig. Vor allem gelernte Automechaniker und Fahrzeugschlosser eigneten sich für den Beruf als Postchauffeur. Des Weiteren wurde vorausgesetzt, dass die Fahrer bereits mindestens ein Jahr Praxis im Fahren von schweren Lastwagen besassen. Auf die bestandene Prüfung folgte ein Jahr Probezeit. Nach weiteren zwei Jahren und einer darauffolgenden Prüfung stieg der Chauffeur zum Wagenführer-Mechaniker auf. Zudem bestand auch die Möglichkeit, sich zum Garagenchef oder Meister weiterzubilden.

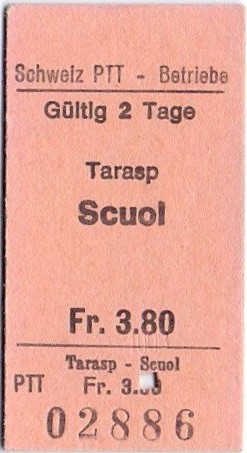
Typisches Billett der PTT aus den 1960er-Jahren, hier von Tarasp nach Scuol

#### Sonderauftrag in Berlin im Zweiten Weltkrieg
Während des Zweiten Weltkrieges vertrat die Schweiz die Interessen verschiedener Staaten als diplomatische Schutzmacht. PTT-Beamte waren als (Post-)Wagenführer, Chauffeure und Mechaniker für den Automobildienst der Schweizer Gesandtschaft, Abteilung für Schutzmachtangelegenheiten in Deutschland tätig.
Durch den erhöhten Bedarf an Fahrzeugen und fachkundigem Betriebspersonal stellte die Abteilung für fremde Interessen in Bern infolge der Zunahme an übernommenen Schutzmachtmandaten durch die Schweiz zusätzliche (Post-)Wagenführer, Chauffeure und Mechaniker ein. Die Generaldirektion der PTT in Bern entsandte mehrere Personen, die in einem Zeitraum von Februar 1944 bis Januar 1945 ihre Stelle beim Automobildienst der Schweizer Delegation in Berlin neu antraten. Anfang Februar 1945 arbeiteten alleine in der Gesandtschaft 12 Personen für den Automobildienst.
Eine Erwähnung des Automobildienstes in der Fachliteratur ist selten. Paul Widmer beschreibt ihn implizit: "Der viel grössere Stab der Schutzmachtabteilung bezog Unterkünfte, die 50 bis 100 Kilometer ausserhalb Berlins lagen. Uniformierte PTT-Chauffeure, die sozusagen ihren militärischen Aktivdienst auf deutschem Boden erfüllten, fuhren das Gesandtschaftspersonal hin und her. Sie standen auch dem Personal der Schutzmachtabteilung zur Verfügung, das sich in Wutike, Blumenow, Bantikow und in fünf andern Dörfern der Mark Brandenburg einquartiert hatten."
Als Hauptaufgabe stellte der Automobildienst den Kontakt zwischen den Dienststellen der Schweizer Vertretungen in Deutschland sicher. Mit fortlaufender Kriegsdauer erwies er sich gerade darin als unverzichtbar, zumal die Telefonverbindungen als Folge der Tages- und Nachtangriffe alliierter Bomberverbände des Öfteren ausfielen. Zusätzlich sicherte der Automobildienst die Versorgung mit Lebensmitteln sowie Ersatzteilen, deren Besorgung als Folge der deutschen Kriegswirtschaft schwierig war. Der Garagenchef des Automobildienstes erläuterte in seinem Tätigkeitsbericht vom 20. November 1945 exemplarisch, wie die Verantwortlichen des Automobildienstes den Ersatzteilmangel durch das Sammeln von Leichtmetallresten abgeschossener "Fliegender Festungen" (B-17) umgingen. In grösserem Masse übernahm der Dienst die Beförderung der Schweizer Angestellten für Dienst- und Urlaubsfahrten zwischen Bern und Berlin, da die direkte Zugverbindung in den Wintermonaten 1944 und 1945 zwischen der Schweiz und Deutschland nach der Bombardierung der Eisenbahninfrastruktur häufiger unterbrochen war.
Die allmonatlichen Lagerinspektionen der internierten Zivilpersonen der mit Deutschland kriegführenden Staaten, des festgehaltenen diplomatischen Personals und der Kriegsgefangenen durch Vertreter der Schweizer Delegation gehörten zum erweiterten Aufgabenbereich der Abteilung für Schutzmachtangelegenheiten. Inspektionen der Konzentrationslager untersagte das deutsche Aussenministerium dem schweizerischen Gesandtschaftspersonal mit dem Verweis auf "innenpolitische Angelegenheiten", die ausserhalb des Geltungsbereichs der Genfer Kriegsgefangenenabkommen von 1929 waren. Trotz der beginnenden Offensive auf Berlin durch die Rote Armee setzte die Schweizer Delegation die Fahrten zu den Internierten im Februar und März 1945 in gesteigerter Zahl (bis zum Ende des Krieges) fort. In diesen beiden Monaten legten die Chauffeure des Automobildienstes die grösste Fahrleistung mit 40‘174 km respektive 41‘659 km bei einer monatlichen Durchschnittleistung von ca. 22‘555 km zurück.
Die Intensivierung des Kriegsgeschehens rund um Berlin führte im Frühjahr 1945 zur Evakuierung des Automobildienstes von Herzberg über Grosswudicke (im Nordwesten Berlins) nach Kisslegg in Oberschwaben. Im Oktober 1945 folgte die letzte Übersiedlung von Kisslegg nach Bad Homburg vor der Höhe bei Frankfurt am Main.
Nach der bedingungslosen Kapitulation Deutschlands am 8. Mai 1945 löste sich die schweizerische Abteilung für Schutzmachtangelegenheiten in Deutschland mit dem dazugehörenden Automobildienst der Schweizer Gesandtschaft auf.

### Der Telegrafist

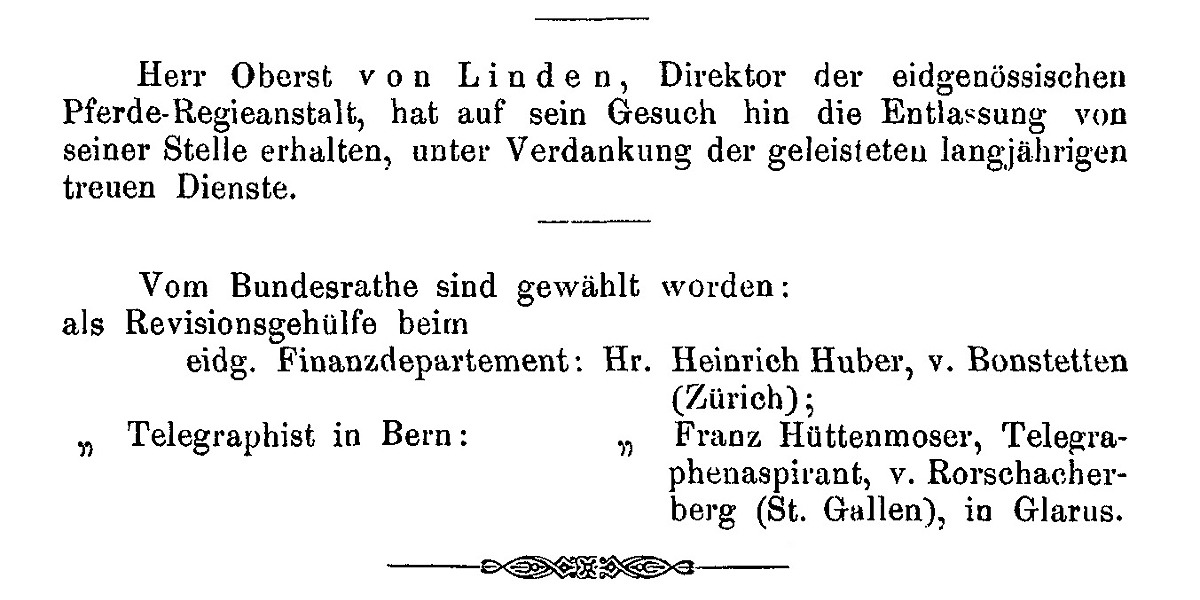
Wahl eines Telegrafisten durch den Bundesrat, 1887

Die Hauptaufgabe des Telegrafisten stellte das Übermitteln von Telegrammen dar. Dabei war die Korrespondenz meist mit Code-Wörtern verfasst. Auch das Verteilen, Verbuchen und Verrechnen der Telegramme gehörte zu den Aufgaben. Durch den rasant zunehmenden Telefonverkehr ab dem Ende des Ersten Weltkrieges verlor der Telegraf langsam an Bedeutung, wodurch weniger Telegrafisten benötigt wurden. Die Kenntnis verschiedener Sprachen war für die Ausübung des Berufes eine Voraussetzung. Darüber hinaus musste der Telegrafist auch imstande sein, technische Störungen zu beheben. In den 1950er-Jahren konnte er nach fünf Jahren, in denen die Lehrzeit mit eingerechnet ist, in den Verwaltungsdienst der Telefondirektion übertreten. Die Postämter und Banken waren durch Rohrpostanlagen mit dem Telegrafenamt verbunden. Dort zeigten verschiedene Stationen mit Signallampen die Ankunft von Sendungen an. Zudem wurden ab den späten 1930er-Jahren Fernschreiber gebraucht, die äusserlich einer Schreibmaschine glichen. Mit diesen Fernschreibern mussten die Telegrafisten die Meldungen nicht mehr mit Morsezeichen schreiben, sondern konnten direkt Buchstaben verwenden. Die Übermittlungsart des Telegramms wurde vom Empfänger gewählt. Es konnte telefonisch, per Rohrpost, per Ausläufer ausgetragen, oder per Fernschreiber übermittelt werden.

### Die Telefonistin

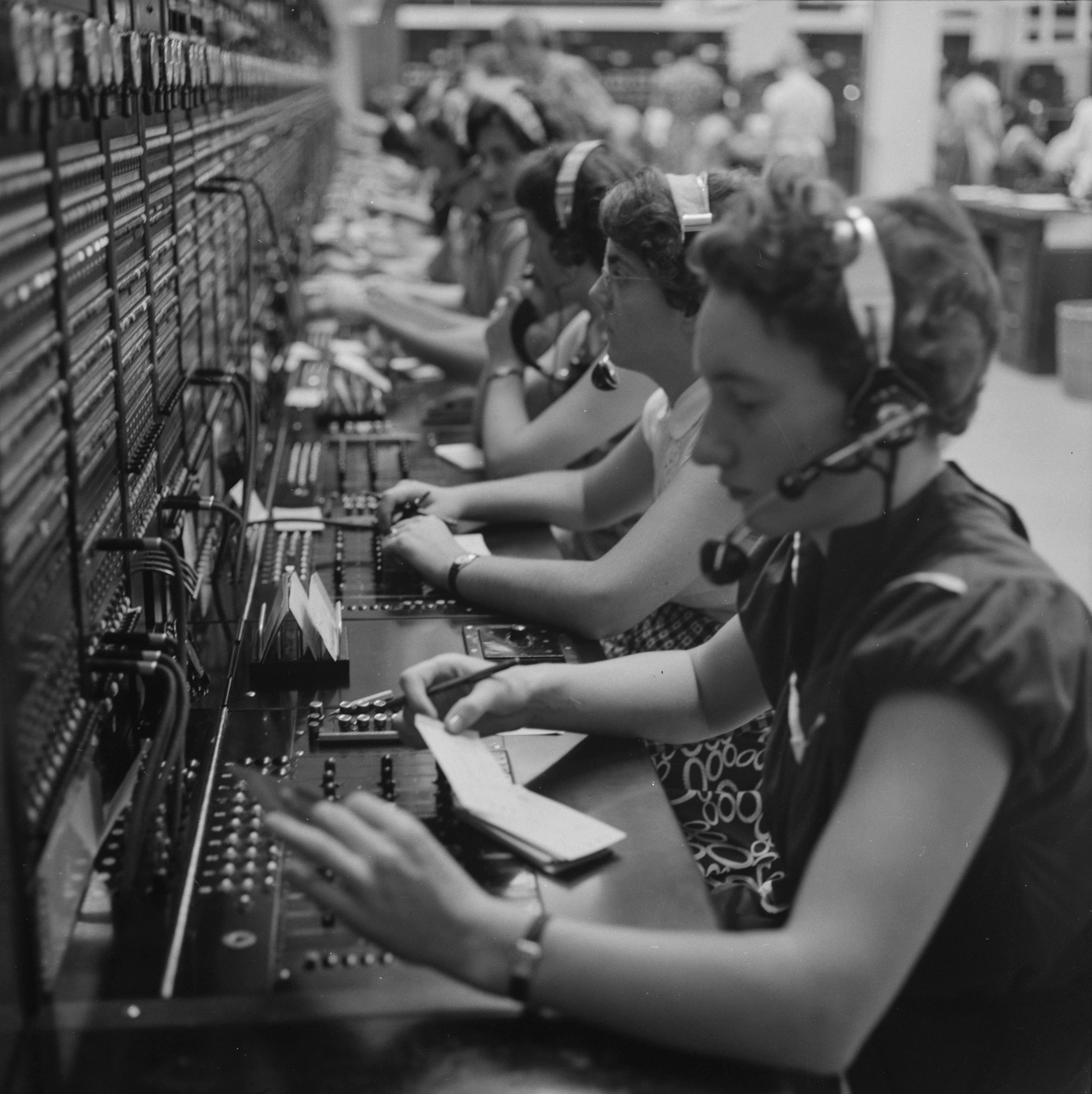
Telefonistinnen 1955

Die Hauptaufgabe der Telefonistin bestand darin, die telefonischen Verbindungen in den Telefonzentralen manuell herzustellen, bevor die Telefonie ab Mitte des 20. Jahrhunderts flächendeckend automatisiert wurde. Seit der Inbetriebnahme der ersten Schweizer Telefonnetze in den 1880er-Jahren setzten die Telefondirektionen ausschliesslich Frauen als Arbeitnehmer in den Telefonzentralen ein. Einen öffentlichen Beschluss, der den Männern die Arbeit im Vermittlungsdienst untersagt hätte, gab es zwar nie, aber die Telefonverwaltung war der Meinung, dass die höheren Frauenstimmen am Telefon besser verständlich seien. Des Weiteren schrieb man dem weiblichen Geschlecht mehr Sanftheit und Geduld im Umgang mit den Kunden zu. Nicht zuletzt waren weibliche Arbeitskräfte zur damaligen Zeit kostengünstiger, was die TT-Direktion durchaus in ihren Überlegungen berücksichtigte. Im Vergleich zu sämtlichen Angestellten der Telefon- und Telegrafenverwaltung befanden sich die Telefonistinnen am untersten Ende der Lohnskala. Zugelassen zur Aufnahmeprüfung als Telefonistin waren um 1940 Bewerberinnen, die zwischen 17 und 20 Jahre alt waren und Kenntnisse einer zweiten Amtssprache besassen. Die Arbeit in den Telefonzentralen war sehr fordernd. Die Arbeitnehmerinnen mussten in einer lärmigen Umgebung flink arbeiten und wurden dabei von einer Aufseherin überwacht. Dabei hatten sie den Telefonabonnenten gegenüber stets freundlich und zuvorkommend zu sein. Die Telefonistinnen unterstanden zudem dem Amtsgeheimnis. Es war ihnen strengstens verboten, Drittpersonen Auskunft über getätigte Telefonate zu geben. Bei Missachtung des Telefongeheimnisses folgte in leichteren Fällen die Kündigung, während schwere Verstösse mit Gefängnisstrafen geahndet wurden.

### Personalbestand
| Jahr     | PTT        | davon Post | davon Telecom |
| -------- | ---------- | ---------- | ------------- |
| 1950     | ca. 30'000 | …          | …             |
| 1970     | 47'433     | …          | …             |
| 1975     | 50'791     | …          | …             |
| 1980     | 51'592     | …          | …             |
| 1985     | 56'991     | …          | …             |
| 1990     | 63'654     | …          | …             |
| 1995     | 59'635     | 38'524     | 20'143        |
| 1996     | 59'661     | 38'008     | 21'204        |
| 1997     | 58.431     | 36'880     | 21'457        |
| Quellen: |            |            |               |

## Kenndaten

### Umsatz
| Jahr    | Betrag   |
| ------- | -------- |
| 1938    | 147 Mio. |
| 1948    | 267 Mio. |
| Quelle: |          |

### Verkehrsleistungen
| Jahr                                                                         | Adressierte Briefpost | Sendungen ohne Adresse | Zeitungen | Pakete |
| ---------------------------------------------------------------------------- | --------------------- | ---------------------- | --------- | ------ |
| 1970                                                                         | 1756                  | 257                    | 1113      | 128    |
| 1975                                                                         | 1821                  | 227                    | 1042      | 132    |
| 1980                                                                         | 2067                  | 487                    | 1138      | 150    |
| 1985                                                                         | 2458                  | 620                    | 1165      | 186    |
| 1990                                                                         | 2998                  | 789                    | 1200      | 224    |
| 1995                                                                         | 3160                  | 970                    | 1137      | 199    |
| 1996                                                                         | 3196 1                | 1048                   | 1106      | 159 1  |
| 1997                                                                         | 3231                  | 1165                   | 1070      | 153    |
| 1 Ab 1996 gab es neue Kriterien für die Zustellung von Briefen bzw. Paketen. |                       |                        |           |        |
| Alle Zahlen sind mal 10'000 zu rechnen!                                      |                       |                        |           |        |
| Quelle:                                                                      |                       |                        |           |        |

### Fernmeldedienste

#### Telefon
| Jahr    | Hauptanschlüsse in 1000 | Natel-Anschlüsse in 1000 | Ortsgespräche in Millionen | Ferngespräche, in Millionen Taxminuten | Auslandgespräche in Millionen Taxminuten |
| ------- | ----------------------- | ------------------------ | -------------------------- | -------------------------------------- | ---------------------------------------- |
| 1970    | 1945                    | –                        | 988                        | 3210                                   | 287                                      |
| 1975    | 2462                    | –                        | 1080                       | 3658                                   | 506                                      |
| 1980    | 2839                    | 4                        | 1209                       | 4592                                   | 885                                      |
| 1985    | 3277                    | 9                        | 1408                       | 5895                                   | 1361                                     |
| 1990    | 3943                    | 134                      | 1663                       | 8556                                   | 2380                                     |
| 1995    | 4318                    | 447                      | 1890                       | 8567                                   | 3199                                     |
| 1996    | 4547                    | 663                      | 1898                       | 8957                                   | 3454                                     |
| 1997    | …                       | 1044                     | …                          | …                                      | …                                        |
| Quelle: |                         |                          |                            |                                        |                                          |

#### Teleinformatik
| Jahr                                                | Telefax 1 in 1000 | Telexabonnementen in 1000 | Telexverkehr in Millionen Taxminuten |
| --------------------------------------------------- | ----------------- | ------------------------- | ------------------------------------ |
| 1970                                                | –                 | 13                        | 80                                   |
| 1975                                                | –                 | 22                        | 123                                  |
| 1980                                                | –                 | 31                        | 173                                  |
| 1985                                                | 5                 | 39                        | 240                                  |
| 1990                                                | 83                | 24                        | 133                                  |
| 1995                                                | 197               | 8                         | 47                                   |
| 1996                                                | 207               | 7                         | 39                                   |
| 1997                                                | …                 | …                         | …                                    |
| 1 Im PTT-Telefaxverzeichnis eingetragene Teilnehmer |                   |                           |                                      |
| Quelle:                                             |                   |                           |                                      |

## Forschung und Archiv
Die Akten und Bibliotheksbestände der ehemaligen PTT-Betriebe verwaltet das PTT-Archiv. Seit 2014 betreibt das PTT-Archiv zudem ein Oral History Archiv. Dazu werden jährlich etwa 10 bis 15 ehemalige Mitarbeiter der PTT interviewt, mit dem Ziel, den Wandel des Unternehmens zu dokumentieren.